# Carl Gustav Jung

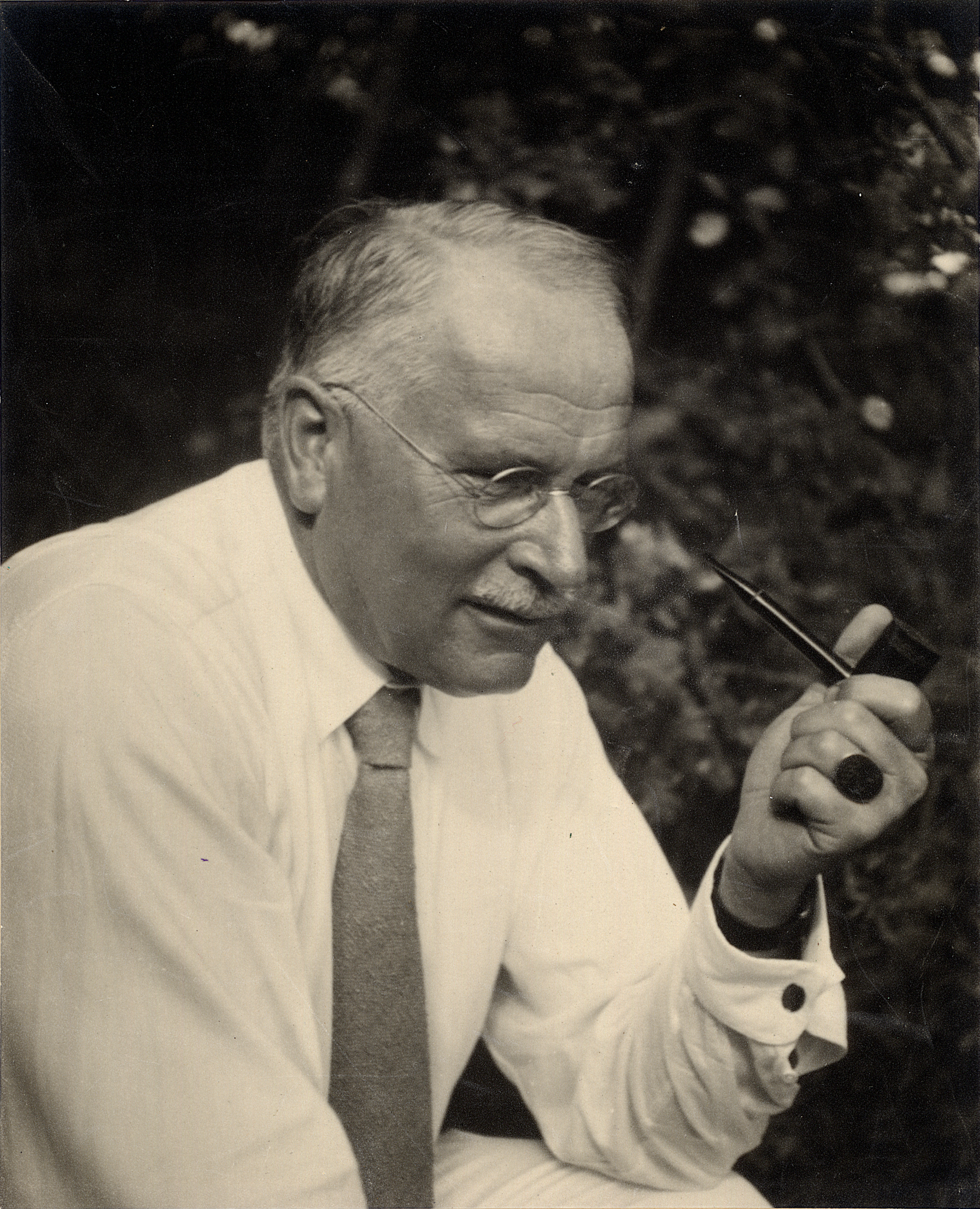
Carl Gustav Jung, um 1935

Carl Gustav Jung (* 26. Juli 1875 in Kesswil, Kanton Thurgau; † 6. Juni 1961 in Küsnacht, Kanton Zürich), meist kurz C. G. Jung, war ein Schweizer Psychiater und 1913 der Begründer der analytischen Psychologie. Anhänger dieser Richtung werden Jungianer genannt.

## Leben

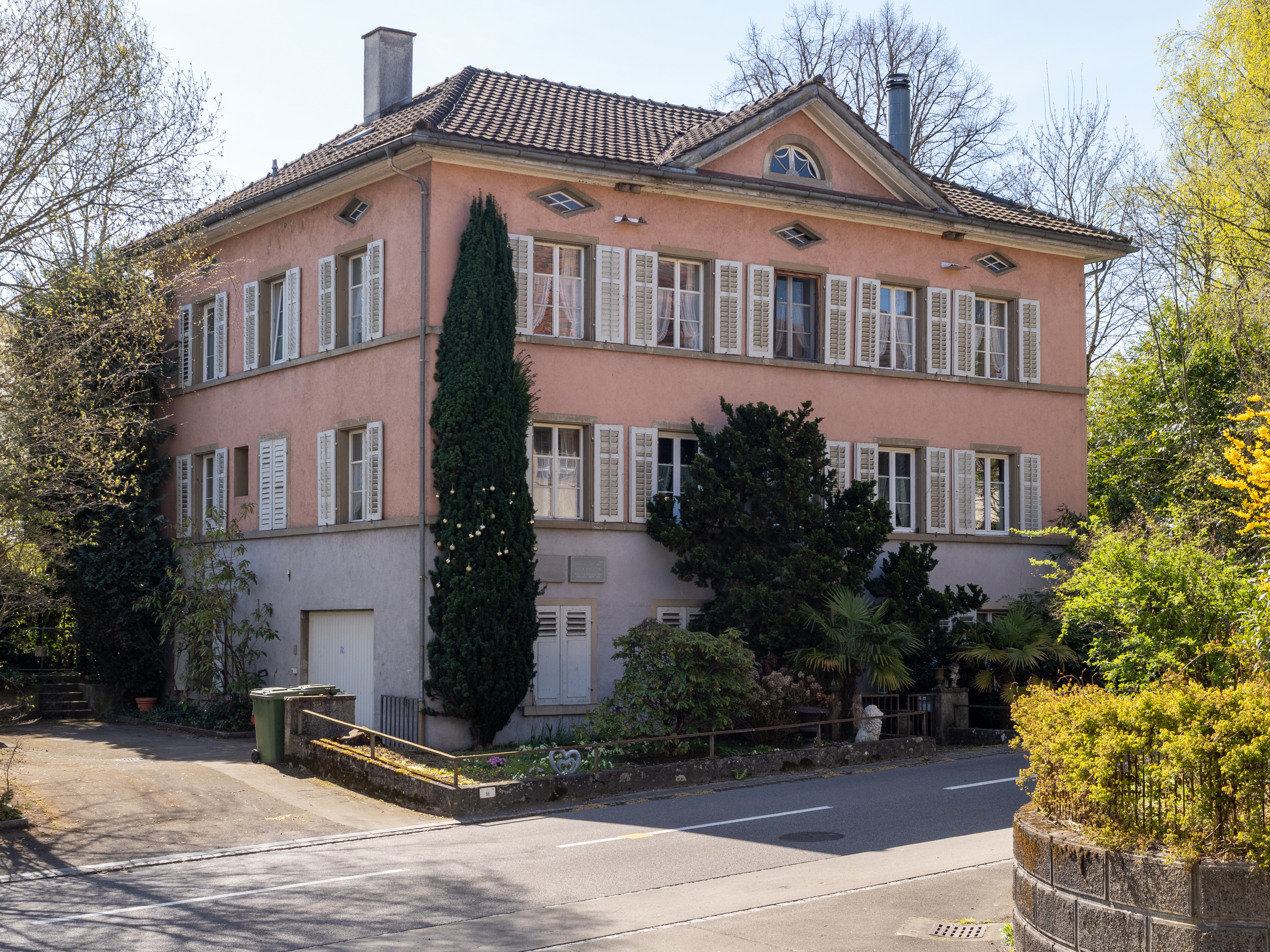
Geburtshaus in Kesswil TG

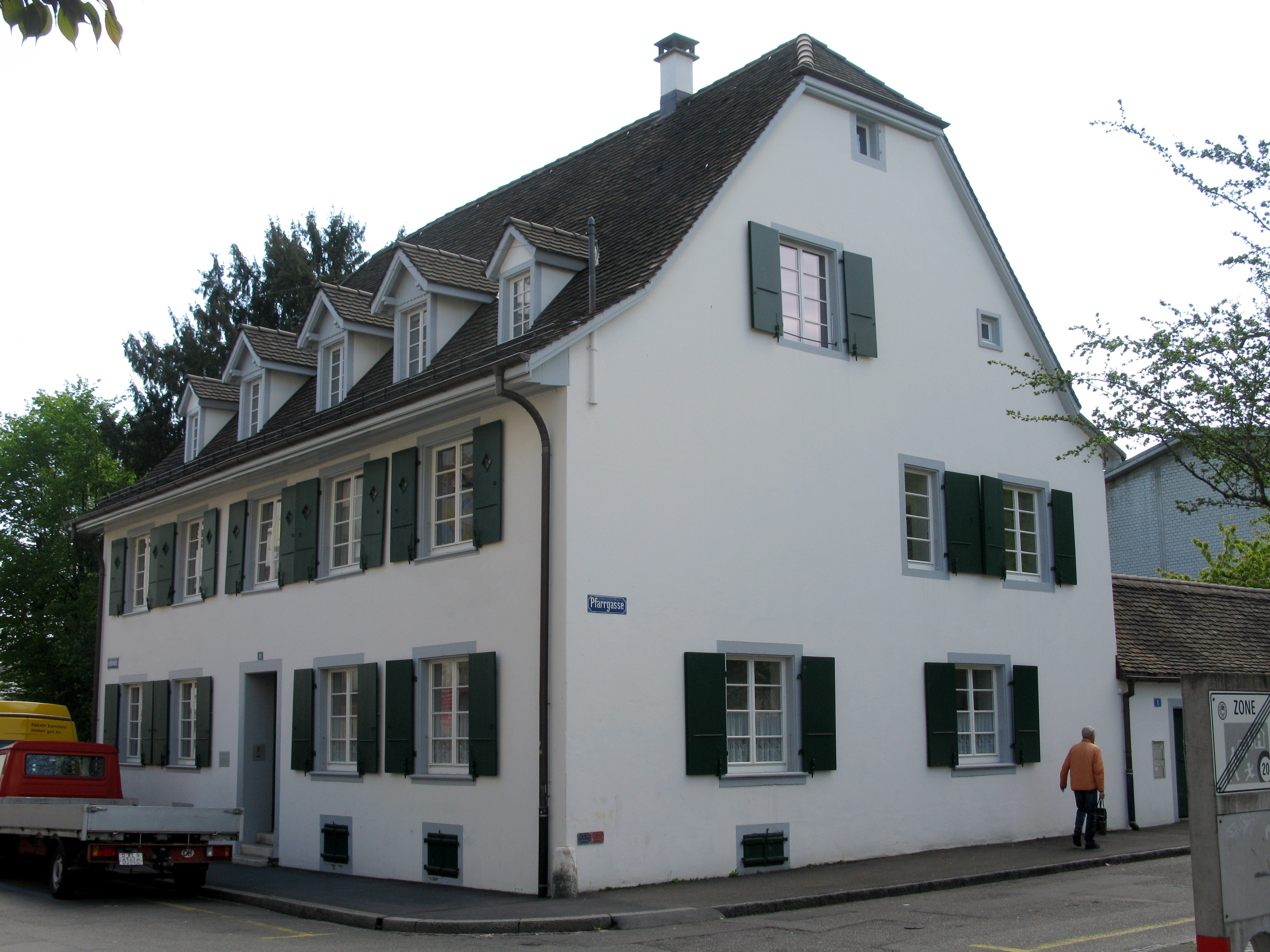
Wohnhaus von Johann Paul Achilles Jung in Basel-Kleinhüningen bis 1896. Das Pfarrhaus.

### Kindheit und Jugend
Carl Gustav Jung wurde 1875 in Kesswil im Kanton Thurgau, einem Dorf am Schweizer Ufer des Bodensees, geboren. Er war der zweite Sohn des reformierten Pfarrers Johann Paul Achilles Jung (1842–1896) und seiner Frau Emilie (1848–1923), Tochter des Basler Antistes Samuel Preiswerk, in Kesswil. Der gleichnamige Grossvater Karl Gustav Jung (1794–1864) stammte ursprünglich aus Mannheim; er emigrierte 1822 nach Basel und wirkte dort bis 1864 als Professor der Medizin, genauer hatte er einen Lehrstuhl für Anatomie, Chirurgie und Geburtshilfe an der Universität Basel inne. Carl Gustav war sechs Monate alt, als sein Vater, ein Bruder des Architekten Ernst Georg Jung, ins Pfarrhaus von Laufen nahe beim Rheinfall umzog. Vier Jahre später zog die Familie nach Kleinhüningen bei Basel, wo sein Vater eine Stelle als Pfarrer in der Dorfkirche Kleinhüningen antrat. Als er neun Jahre alt war, wurde seine Schwester Johanna Gertrud («Trudi») geboren. Nach dem Tod seines Vaters am 28. Januar 1896 musste Jung als junger Student für den Unterhalt seiner Mutter und seiner Schwester sorgen.

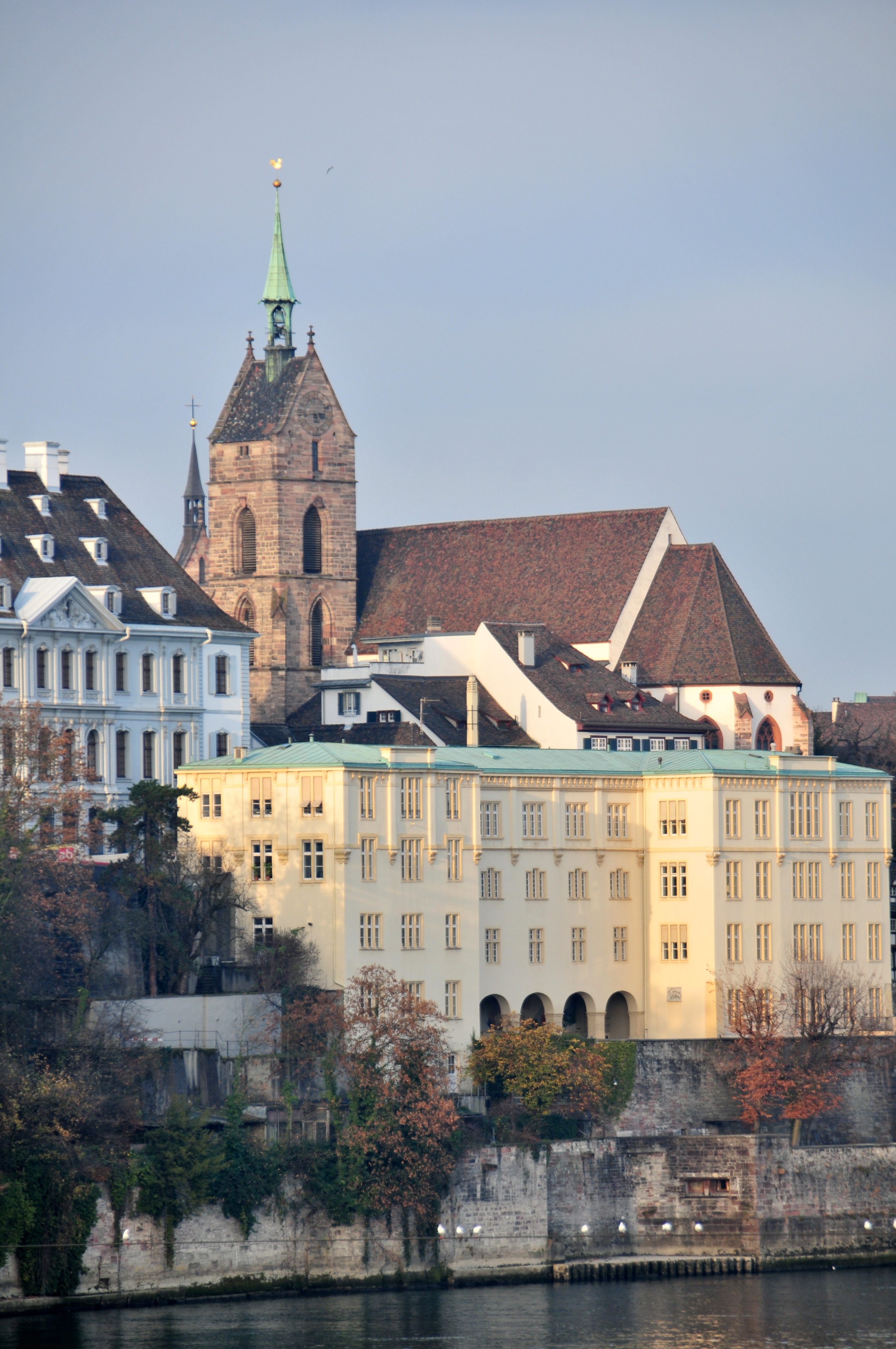
Die Universität Basel, an der Carl Gustav Jung ab 1895 sein Medizinstudium aufnahm

### Studium und Studien
Ab 1895 studierte Jung Medizin an der Universität Basel und besuchte zudem Vorlesungen in Jura und Philosophie. In dieser Zeit trat er dem Schweizerischen Zofingerverein bei. In seiner frühen Studienzeit beschäftigte er sich u. a. mit Spiritismus, einem Gebiet, das damals, wie seine Biografin Deirdre Bair 2005 schrieb, «als mit der Psychiatrie verwandt» angesehen wurde. Sein Interesse für okkulte Phänomene wurde durch zwei unerklärliche parapsychologische Erscheinungen in seinem ersten Studiensemester geweckt: Er habe ein plötzliches Zerreissen eines Tisches und sauberes Zerspringen eines Brotmessers beobachtet. Jung besuchte von 1894 bis 1899 Séancen seiner Cousine Helly Preiswerk, die in Trance mediale Fähigkeiten zu haben schien, sowie zwei Jahre lang, von 1895 bis 1897, die wöchentlichen Séancen eines «Gläser- und Tischrücker-Kreises», der sich um ein fünfzehnjähriges «Medium» gebildet hatte.
Seine Mitarbeiterin Marie-Louise von Franz äusserte dazu mit Bezugnahme auf Jungs Ausführungen über Die psychologischen Grundlagen des Geisterglaubens:

«Diese Erfahrung veranlasste ihn, längere Zeit alle Geistererscheinungen überhaupt als autonome, aber prinzipiell persönlichkeitszugehörige ‹Teilseelen› anzusehen.»

Jung spezialisierte sich auf Psychiatrie. Interesse an diesem Gebiet hatte er bereits aufgrund der Aufgaben seines Vaters Paul als Pastor und Konsulent der Psychiatrischen Universitätsklinik Basel (vermutlich von 1886/87 bis zu seinem Lebensende am 28. Januar 1896). Ausschlaggebend für Jungs Entscheidung war die Lektüre von Krafft-Ebings Lehrbuch der Psychiatrie für praktische Ärzte und Studierende, in dem Psychosen als «Krankheiten der Person» beschrieben werden, was für Jung «die beiden Ströme meines Interesses» als «gemeinsame[s] Feld der Erfahrung von biologischen und geistigen Tatsachen» verband.
Im Jahre 1900 wurde Jung nach seinem Staatsexamen als Assistent von Eugen Bleuler in der Psychiatrischen Universitätsklinik Zürich in Zürich tätig. Während dieser Zeit entstand aus seinen Beobachtungen von schizophrenen Patienten 1902 seine Dissertation Zur Psychologie und Pathologie sogenannter occulter Phänomene. Im Winter 1902/03 assistierte Jung bei Pierre Janet am Pariser Hôpital de la Salpêtrière.
Seine Forschungen am Burghölzli über Gehirngewebeproben und seine Arbeit mit der damals populären Hypnose zur Heilung der Symptome psychischer Krankheiten befriedigten Jungs Suche nach dem Entstehen und der Natur von Geisteskrankheiten nicht. Erst die Fortführung der von Wilhelm Wundt entwickelten Assoziationsstudien zusammen mit seinem Kollegen Franz Beda Riklin führten Jung zu einer ersten Antwort. Die Ergebnisse seiner Assoziationsexperimente, verknüpft mit den Überlegungen von Pierre Janet in Paris und Théodore Flournoy in Genf, brachten Jung, der 1904 Wortassoziationsnormen erstellte, zur Annahme der von ihm so genannten «gefühlsbetonten Komplexe» (emotional bedeutsame Gedankengruppierungen). Er sah darin die Bestätigung von Sigmund Freuds Theorie der Verdrängung, die ihm die einzig sinnvolle Erklärung für solche sich autonom verhaltenden, aber dem Bewusstsein schwer zugänglichen Gedankeneinheiten war.

### Familiengründung
Im Februar 1903 heiratete Jung die wohlhabende Schaffhauserin Emma Rauschenbach (1882–1955). Sie interessierte sich für Naturwissenschaften, Geschichte und Politik und war fasziniert von der Gralslegende. Ihr Ehemann förderte ihre Interessen; sie war für ihn nicht nur eine wichtige Gesprächspartnerin und Kritikerin seiner Texte, sondern half ihm bei seiner Arbeit, indem sie Schreibarbeiten übernahm. Ab 1930 arbeitete sie selbst als Analytikerin. Ihr in die Ehe mitgebrachtes Vermögen war eine wichtige Voraussetzung für Jungs Forschungsfreiheit. Das Ehepaar hatte vier Töchter und einen Sohn.

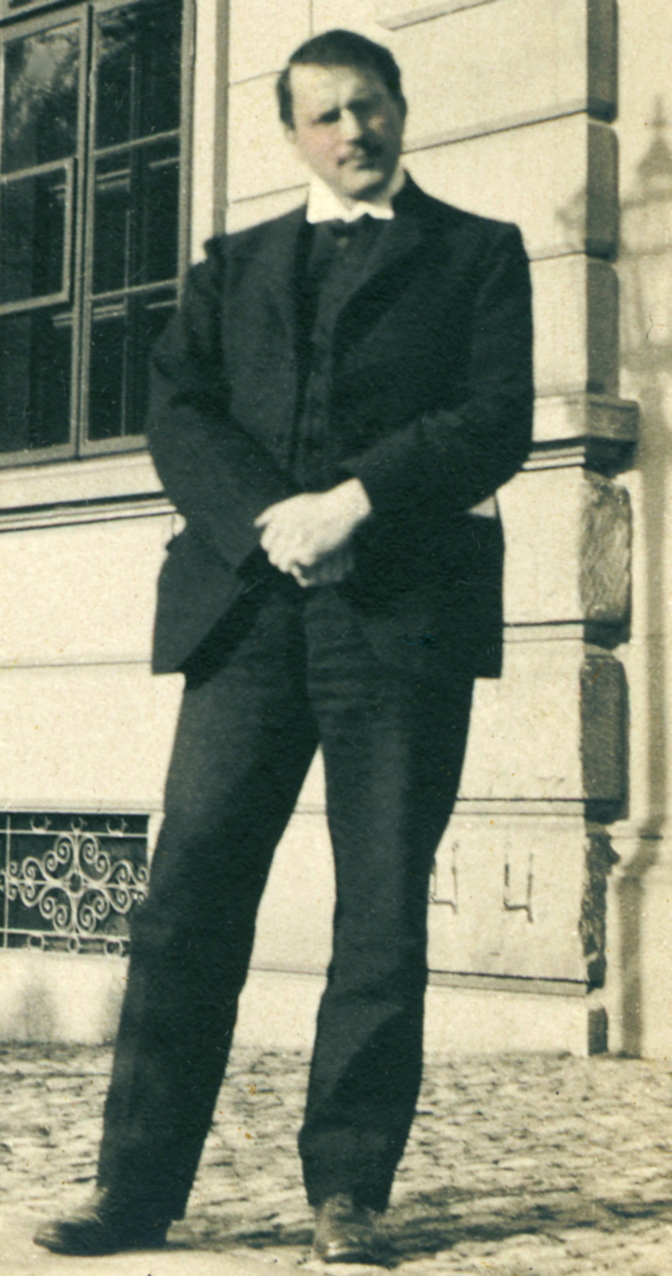
C. G. Jung (1910)

### Habilitation und Eröffnung der Privatpraxis
Bei Bleuler habilitierte sich Jung 1905 mit den Ergebnissen seiner Forschungen über Diagnostische Assoziationsstudien: Beiträge zur experimentellen Psychopathologie. Im selben Jahr stieg er zum Oberarzt der psychiatrischen Klinik Burghölzli und ersten Stellvertreter Bleulers auf und wurde zum ausserordentlichen Professor für Psychiatrie an der Universität Zürich ernannt. Seine Vorlesungen als Privatdozent waren gut besucht. Die Habilitationsarbeit wurde 1906 veröffentlicht und brachte ihm erste internationale Anerkennung ein. 1907, im Jahr seiner ersten Begegnung mit Sigmund Freud, folgte seine Arbeit Über die Psychologie der Dementia praecox. Wegen eines Zerwürfnisses mit Bleuler gab Jung 1909 seine Tätigkeit am Burghölzli auf und eröffnete in seinem neuen Haus in Küsnacht am Zürichsee eine Privatpraxis.

### Beziehung zu Freud
Jung hielt 1900 auf Bitte Bleulers an einem Diskussionsabend der Ärzteschaft ein Referat zu Freuds Schrift Über den Traum. Er habe «bereits 1900 … Freuds Traumdeutung [erschienen 1899] gelesen. Ich hatte das Buch wieder weggelegt, weil ich es noch nicht begriff […] 1903 nahm ich die Traumdeutung noch einmal vor und entdeckte den Zusammenhang mit meinen eigenen Ideen.» In der Folge habe Jung, so der Herausgeber des Briefwechsels mit Freud, bis 1905 in nahezu allen publizierten Werken auf Freuds Arbeiten hingewiesen (mit Ausnahme seiner Sexualtheorie).
Im letzten Teil seiner Habilitationsschrift beschrieb Jung den Fall einer Zwangsneurose, den er erst mit Assoziationsversuchen untersucht und dann mit Freuds Verfahren der Psychoanalyse erfolgreich behandelt habe. Dabei ging er ausführlich auf Freuds 1905 erschienene Arbeit Bruchstück einer Hysterie-Analyse ein. Am Schluss bemerkte Jung, das Assoziationsexperiment könne als Erleichterung und Beschleunigung von Freuds Psychoanalyse nützlich sein.
Jungs Zusendung der Diagnostischen Assoziationsstudien an Freud im April 1906 und Freuds Übermittlung seiner Sammlung kleiner Schriften zur Neurosenlehre an Jung ein halbes Jahr später waren der Beginn einer engen Freundschaft und eines fast siebenjährigen, regen Briefwechsels und intensiven Austauschs. Jung wurde zu einem vehementen Unterstützer der damals noch unpopulären Ansichten Sigmund Freuds.
Bei ihrer ersten Begegnung 1907 in Wien sprachen Freud und Jung dreizehn Stunden miteinander, wobei sowohl sehr ähnliche Interessen als auch bereits Differenzen sichtbar wurden: Freud habe Jung gebeten, «nie die Sexualtheorie aufzugeben». Ein früher Konfliktpunkt war ihre unterschiedliche Einstellung zu Religion und zum Irrationalen: Jung nahm sogenannte parapsychologische Phänomene ernst, während Freud diese «als Unsinn» ablehnte, selbst als sich nach Schilderung Jungs ein solches Phänomen (ein wiederholter Knall im Bücherschrank) am gemeinsamen Abend ereignet haben soll. Jung war enttäuscht über die Reaktion Freuds und schrieb sie dessen «materialistischem Vorurteil» zu.
Freud schätzte es, dass Jung sich als «Christ und Pastorensohn» seiner Theorie anschloss. Erst Jungs «Auftreten [habe] die Psychoanalyse der Gefahr entzogen … eine jüdische nationale Angelegenheit zu werden», schrieb er in einem privaten Brief 1908. Freud sah in Jung den Stammhalter und Fortführer der Psychoanalyse und bezeichnete ihn als «Kronprinzen».
Als sich Jung für den damals unpopulären Freud einsetzte, tat er das, wie er 1934 und in seiner Autobiographie (1962) schrieb, als unabhängiger, eigenständiger und Freud ebenbürtiger, für seine Assoziationsstudien und Komplextheorie bekannter Fachwissenschaftler. Jung schrieb später, seine «Mitarbeiterschaft vollzog sich unter dem Vorbehalt eines prinzipiellen Einwandes gegen die Sexualtheorie und dauerte bis zu dem Moment, wo Freud Sexualtheorie und Methode prinzipiell miteinander identifizierte.»
Jung engagierte sich in der Bewegung Freuds und wurde ab 1908 als Redakteur des Internationalen Jahrbuches für psychoanalytische und psychopathologische Forschung tätig. Von 1910 bis 1914 war er Präsident der Internationalen Psychoanalytischen Vereinigung.
Doch allmählich traten die Differenzen zwischen beiden deutlicher hervor. Ende 1912 führte dies zum Bruch, nachdem Jung sein Buch Wandlungen und Symbole der Libido publiziert hatte. Er kritisierte darin Freuds Libidobegriff, «der von der vorrangigen Bedeutung des Geschlechtstriebes ausging, welche aus der Kindheit des jeweiligen Individuums herrühre», während er der Auffassung war, «dass die Definition erweitert werden, der Libidobegriff ausgedehnt werden müsse, sodass auch universelle Verhaltensmuster, die vielen unterschiedlichen Kulturen in unterschiedlichen geschichtlichen Perioden gemein waren, von ihm erfasst würden». Freud erklärte daraufhin, «dass er die Arbeiten und Ausführungen der Schweizer nicht als legitime Fortsetzung der Psychoanalyse ansehen könne.»
Nach scharfen persönlichen Vorwürfen von Jung kündigte Freud ihm im Januar 1913 schriftlich die Freundschaft. Im Oktober desselben Jahres beendete Jung dann auch die fachliche Zusammenarbeit und legte im April 1914 den Vorsitz der Internationalen Psychoanalytischen Vereinigung nieder.
Ein Freund und Unterstützer Jungs wurde der russische Publizist Emili Medtner, der sich 1914 in Zürich niedergelassen hatte.

### Beziehung zu Sabina Spielrein
Sabina Spielrein, die aus Russland stammte, war von 1904 bis ca. 1907 eine Patientin Jungs am Burghölzli, später Freuds Schülerin und Kollegin. Jung tauschte sich in seinem Briefwechsel mit Freud 1906 und 1907 über die psychoanalytische Behandlung Spielreins und 1909 über «einen wüsten Skandal» mit seiner nun ehemaligen Patientin aus.

### Beziehung zu Toni Wolff

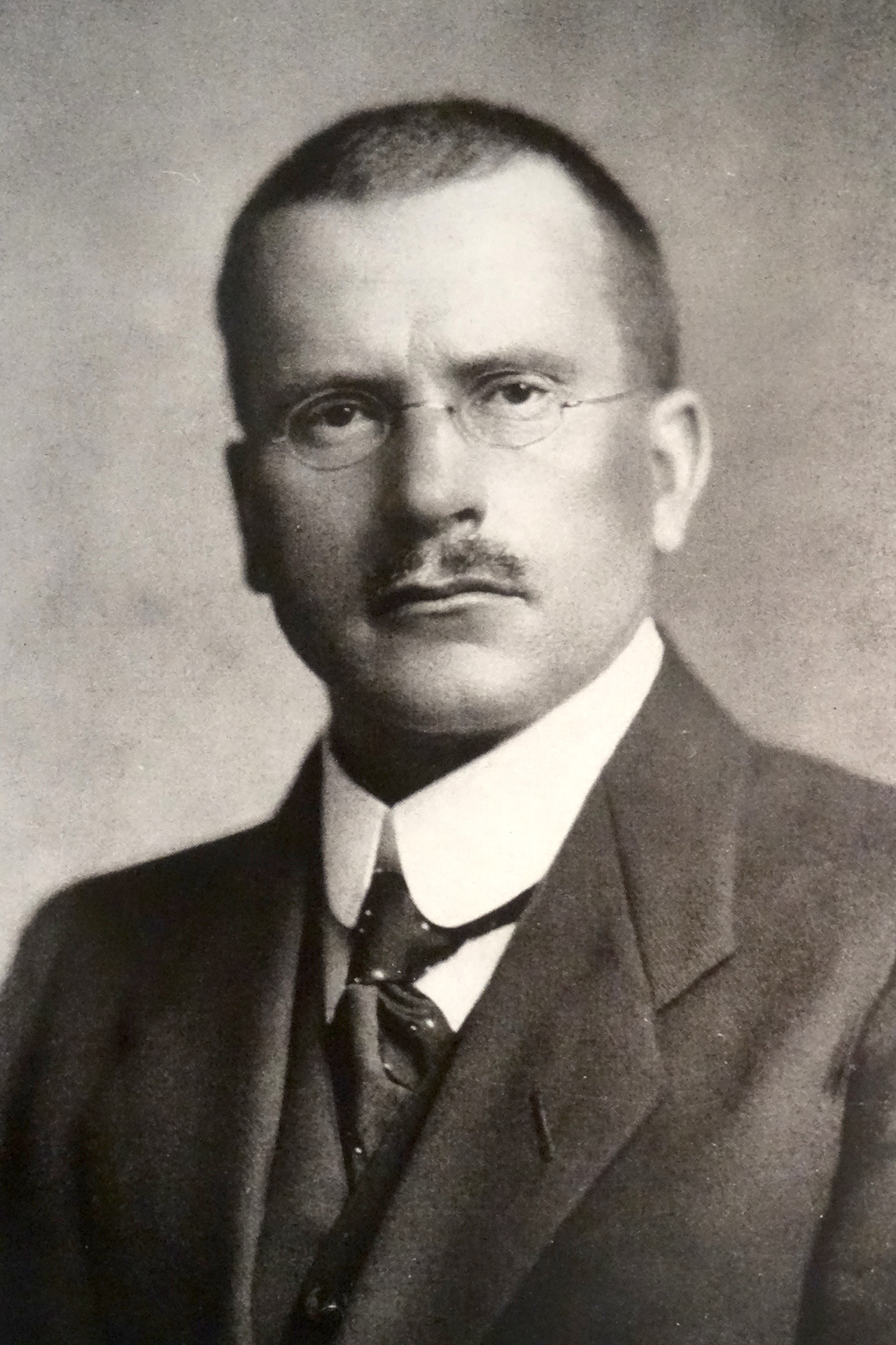
Carl Gustav Jung

Antonia Wolff (1888–1953, genannt «Toni») arbeitete ab 1912 für und mit C. G. Jung, wurde ab 1913 seine engste Vertraute und ab 1914 für viele Jahre seine wichtigste Mitarbeiterin und Geliebte (manche nannten Wolff Jungs «Zweitfrau», siehe die Jung-Biografie von Deirdre Bair). Wolff wird manchmal auch als «Jungs Analytikerin» bezeichnet. Während Jungs schwerer Krise nach dem Bruch mit Freud war Toni Wolff sein wichtigster Beistand. C. G. Jung blieb jedoch mit Emma Jung verheiratet, und oft traten sie zu dritt auf. Toni Wolff gründete 1916 in Zürich den Psychologischen Club mit, eine Vereinigung der Anhänger von Jungs Analytischer Psychologie. Von 1928 bis 1945 war sie Präsidentin des Clubs.

### Isolation in der Lebensmitte – Reisen und Begriffsprägung «Analytische Psychologie»
Nach dem Bruch mit Freud gab Jung 1913 seine Lehrtätigkeit als ausserordentlicher Professor an der Universität Zürich auf. Fortan war er in eigener Praxis tätig, unterbrochen durch ausgedehnte Reisen in den 1920er Jahren: 1924/25 nach Nordamerika zu den Pueblo-Indianern, 1925/26 nach Nordafrika und nach Ostafrika zu den «Eingeborenenstämmen» am Mount Elgon. 1937 reiste er nach Indien. Jung publizierte weiterhin seine Überlegungen und Ansichten, die er nunmehr Analytische Psychologie nannte.
Infolge des Zerwürfnisses mit Freud, das nach Jung auf dessen Beharren auf seiner Sexualtheorie und Jungs Festhalten an seinen eigenen Interessen an Mythologie und Religionsgeschichte und damit letztlich auf unvereinbare Weltanschauungen zurückzuführen war, erlebte Jung eine Phase der inneren Desorientierung und des psychischen Drucks. Darum begann er als Begründer der analytischen Psychologie 1913, sich neben seiner Praxis verstärkt seinem Unbewussten, seinen Träumen und Phantasien zu widmen, und rekapitulierte seine Kindheit. Träume und Phantasien hielt er als Notizen und Skizzen in «Schwarzen Büchern» fest. Diese bildeten die Grundlagen seines «Roten Buches», an dem er bis 1930 arbeitete.

### Alchemie als «Proto-Psychologie»
1928 lernte Jung durch den befreundeten Sinologen Richard Wilhelm die taoistische Alchemie kennen und schrieb 1929 eine psychologische Einführung zu Wilhelms Werk über dieses Thema. Dies regte Jung an, sich auch mit der abendländischen Alchemie zu beschäftigen. Jung entdeckte, dass seine Träume und die seiner Patienten Parallelmotive zur Alchemie enthielten, und fühlte sich von seinen Träumen gedrängt, sich tiefer mit alchemistischen Schriften zu befassen. 16 Jahre später veröffentlichte er anhand der Traumserie eines Naturwissenschaftlers seine Überlegungen dazu in Psychologie und Alchemie (1944). Die persönlichen Aspekte des in Motiven der Alchemie gespiegelten Individuationsprozesses, wie er auch in einer tiefgehenden Analyse des Unbewussten stattfinde, beschrieb Jung anhand einer Deutung der Bilderserie aus dem Rosarium Philosophorum in Die Psychologie der Übertragung (1946). Insofern fasste Jung 1954 die Alchemie als frühe, unbewusste Beschreibung «psychischer Strukturen» in der Terminologie «stofflicher Verwandlungen» auf, sozusagen als eine «Proto-Psychologie», die daher für den Psychologen bedeutsam sei, ein «Schatzhaus der Symbolik, deren Kenntnis für das Verstehen der neurotischen und psychotischen Vorgänge ungemein hilfreich» sei. Umgekehrt sei die Psychologie des Unbewussten auch «anwendungsfähig auf jene Gebiete der Geistesgeschichte, wo Symbolik in Frage kommt». Die alchemistische Gestalt des Merkurius deutete er in Teil 3 seiner Symbolik des Geistes (1948) und schrieb 1955 und 1956 in zwei Bänden über die «Coniunctio», die Vereinigung von Gegensätzen in seinem Spätwerk Mysterium Coniunctionis. Seine Auseinandersetzung mit der Alchemie lässt sich nach Isler auch als «Ringen um die Befreiung des ‹neuen Königs› aus den Tiefen des kollektiven Unbewussten verstehen», also als einen Erneuerungsversuch des kulturellen Bewusstseins.

### Jung und die (Internationale) Allgemeine Ärztliche Gesellschaft für Psychotherapie (AÄGP/IAÄGP)
Jungs steigende Reputation führte dazu, dass er 1929 eingeladen wurde, eines der Hauptreferate auf dem von Teilnehmern aus ganz Europa besuchten Jahreskongress der 1926 gegründeten überstaatlichen Allgemeinen Ärztlichen Gesellschaft für Psychotherapie (AÄGP) zu halten. Im Jahr darauf wurde er als Zweiter Vorsitzender in den Vorstand dieser Vereinigung gewählt. Nach der «Machtergreifung» durch die Nationalsozialisten wurde er wegen des Rücktritts des bisherigen Vorsitzenden Ernst Kretschmer der Vorsitzende und gleichzeitig Herausgeber des verbandseigenen Zentralblatts für Psychotherapie. Dieses war bis dahin neben Johannes Heinrich Schultz und Rudolf Allers wesentlich von Kretschmers Freund Arthur Kronfeld als Schriftleiter organisiert worden, der als Deutscher jüdischer Abstammung jedoch sofort jedes öffentliche Wirken hatte einstellen müssen. Jung sagte «nach langen Verhandlungsmonaten» 1933 die Übernahme des Präsidentenamtes zu, allerdings unter der Voraussetzung einer Umbenennung und einer rechtlich neuen Organisation der Gesellschaft, vor allem der Möglichkeit zur Einzelmitgliedschaft für Juden.
So wurde mit Bestätigung der neuen Statuten auf dem Nauheimer Kongress (Deutschland/Hessen) im Mai 1934 eine neutrale internationale Organisation mit unabhängig hiervon und voneinander agierenden Landesgruppen gebildet, deren politische und religiöse Neutralität verbindlich in den Statuten festgeschrieben war: die Internationale Allgemeine Ärztliche Gesellschaft für Psychotherapie (IAÄGP). Dabei wurde der Gesellschaftssitz von Berlin nach Zürich verlegt. Jung war Herausgeber des Zentralblatts, doch befanden sich alle übrigen für die Gesellschaft Tätigen weiterhin in Berlin.
C. G. Jung kümmerte sich mit dem Beginn seiner Präsidentschaft persönlich um die rechtliche Struktur der neuen Statuten dieser international organisierten, von Deutschland unabhängigen und politisch neutralen Gesellschaft. Um auch Juden, die aus der deutschen Landesgruppe ausgeschlossen worden waren, eine Mitgliedschaft und das Praktizieren zu ermöglichen, liess er die zukünftigen Statuten der Gesellschaft von einem befreundeten jüdischen Rechtsanwalt in Zürich, Wladimir Rosenbaum, so bearbeiten, dass jüdische Kollegen neu auch unabhängig von einer Landesgruppe «individuelle Mitglieder» sein konnten. Um den Einfluss der in Mitgliederzahlen überlegenen deutschen Landesgruppe einzuschränken, sorgte Jung zudem dafür, dass jede Landesgruppe nicht mehr als 40 % der anwesenden Stimmen haben durfte. Ausserdem sollte jede Landesgruppe ihre Mitteilungen in eigenen, länderspezifischen Sonderheften veröffentlichen. Damit wollte Jung das Zentralblatt als wissenschaftliches Organ der IAÄGP unabhängig und politisch neutral (d. h. somit aus dem Einflussbereich der Nazis) halten. So war es möglich, dass zugleich die deutsche Landesgruppe gleichgeschaltet war und die übrigen Mitglieder der IAÄGP – zumindest bis 1939 – unabhängig davon agieren konnten.
Jung trug als Präsident vom 21. Juni 1933 bis zu seinem Rücktritt im Jahre 1939 dazu bei, die Arbeit der AÄGP als Internationale AÄGP (IAÄGP) aufrechtzuerhalten. Mit seiner Führungsrolle in der IAÄGP beabsichtigte Jung, die noch junge Psychotherapie in Deutschland über die Zeit des Nationalsozialismus hinaus zu retten. Wie viele aktive Mitglieder der IAÄGP, die ihn dringend um seine Präsidentschaft baten, war auch Jung der Meinung, als politisch neutraler Schweizer könne er dem Druck der Nationalsozialisten standhalten und die grösstmögliche Unabhängigkeit der Gesellschaft ermöglichen.
Seine Präsidentschaft der IAÄGP wurde vielfach kritisiert und brachte ihn in den Verdacht der Anbiederung an die Nationalsozialisten. Als Motivation für sein Verhalten verwies Jung auf sein Verantwortungsgefühl: Die Übernahme der Präsidentschaft habe ihn in einen «moralische[n] Konflikt» gestürzt, doch betrachte er es als seine Pflicht, «mit dem Gewicht meines Namens und meiner unabhängigen Stellung für meine Freunde einzustehen.»

«Man wird im Kriegsfalle den Arzt, der seine Hilfe den Verwundeten der gegnerischen Seite angedeihen lässt, doch auch nicht als Landesverräter auffassen.» Weiter führte er aus: «Meine Unterstützung der deutschen Ärzte hat mit einer politischen Stellungnahme nichts zu tun.»

Doch die Trennung zwischen international freiheitlichem Anspruch und den Ambitionen der gleichgeschalteten deutschen Landesgruppe gelang nicht vollständig: Die Herausgabe der verschiedenen Nummern des Zentralblatts sollte zwischen den Landesgruppen wechseln, und die erste Ausgabe des Zentralblatts der internationalen Gesellschaft lag in den Händen der deutschen Landesgruppe. Trotz der geforderten politischen Neutralität und gegen Jungs ausdrückliche Anweisung – wie er im März 1934 in seiner oben zitierten Replik auf Ballys Vorwürfe schrieb – wurde darin im Dezember 1933 eine nationalsozialistisch geprägte Grundsatzerklärung des Vorsitzenden der deutschen Landesgruppe, Matthias Heinrich Göring, eines Vetters des damaligen Reichsministers Hermann Göring, abgedruckt, ohne dass Jung vom Schriftleiter (Walter Cimbal, Hamburg) zuvor davon in Kenntnis gesetzt worden wäre, der 1933 und 1934 andererseits Jungs Bemühungen, jüdischen Kollegen zu helfen, unterstützt hatte. Statt nur die deutsche erhielten damit alle Landesgruppen dieses politisch orientierte Manifest. Es wurde nie klar, ob das aufgrund eines Fehlers oder absichtlich durch den Sekretär der deutschen Landesgruppe geschah. Diese Erklärung war zudem direkt nach Jungs Editorial des Zentralblatts mit seiner für alle ausser der deutschen Landesgruppe gedachten Begründung abgedruckt, warum er sein Präsidentenamt angetreten hatte, die entgegen Jungs Absicht auch in der Ausgabe für die deutsche Landesgruppe erschien. Durch dieses Nebeneinander von Jungs Editorial und M. H. Görings Loyalitätserklärung zu den Nazis entstand der falsche Eindruck, dass Jung mit der antisemitischen Politik der Nazis einverstanden sei, dem er in der erwähnten Replik auf G. Ballys Vorwürfe in der Neuen Zürcher Zeitung im März 1934 öffentlich entgegentrat.
Bair schilderte in ihrem Kapitel Arg mit der Zeitgeschichte zusammengestossen im Detail anhand des Briefwechsels zwischen Matthias Göring und Walter Cimbal die Bemühungen des Leiters der deutschen Sektion, Matthias Göring, von Jungs Ansehen zu profitieren und ihn für den Nationalsozialismus zu instrumentalisieren. Cimbal äusserte sich angesichts dessen 1933 besorgt darüber, «dass Jung auf Parteilinie blieb». Jung hingegen versuchte – wie seine Biografin Deirdre Bair 2005 schrieb – die Unabhängigkeit seiner Position zu stärken, der wissenschaftlichen Isolierung der deutschen Psychoanalytiker entgegenzuwirken und das Zentralblatt sowie die anderen Landesgruppen vor der Einflussnahme der Nazis zu schützen. So setzte er 1934 seinen Zürcher Kollegen C. A. Meier als geschäftsführenden Direktor der internationalen Gesellschaft und als Sekretär für das Zentralblatt ein, der auch über die politische Neutralität des Zentralblatts wachen sollte und der für Jung einen Grossteil des Briefverkehrs der IAÄGP regelte. Insgeheim liess Jung Rudolf Allers, einen Juden, die Rezensionen im Zentralblatt verfassen und «benutzte diese Besprechungen, um die deutschen Leser über in anderen Ländern durchgeführte Forschungen auf dem Laufenden zu halten».
Infolge der auf seine Präsidentschaft und auf Inhalte des Zentralblatts bezogenen Vorwürfe, aber auch von Machtkämpfen und Schikanen vonseiten der gleichgeschalteten deutschen Sektionsleitung, denen sich Jung ausgesetzt sah, reichte er 1935 erstmals den Rücktritt ein, liess sich aber von Matthias H. Göring zum Weitermachen überreden. 1937 drohte er erneut mit Rücktritt, und 1939/40 dauerte es aufgrund von Verzögerungen durch M. H. Göring und komplizierter Verwaltung und Formproblemen ein Jahr, bis Jungs Amtsniederlegung an der Zürcher Delegiertenversammlung am 5./6. August 1939 – nach einem weiteren Rücktrittsbrief Jungs im Juli 1940 – wirksam und auch von Göring angenommen wurde.
In dieser Übergangszeit zu Beginn des Zweiten Weltkriegs von Juli 1939 bis September 1940 fungierte Jung als «Ehrenpräsident» und C. A. Meier als Interimsgeschäftsführer bis zur Wahl eines neuen Präsidenten. Die Aufnahme der pro-nationalsozialistisch eingestellten neuen Landesgruppen aus Italien, Japan und Ungarn, mit denen zusammen die Deutsche Landesgruppe eine Stimmenmehrheit in der IAÄGP erreichen konnte, wurden von Göring und seiner Gruppe vorangetrieben und von diesen Jung zugeschrieben, was wiederum den Eindruck einer Nazifreundlichkeit Jungs verstärkte. Im Anschluss an die Wiener Delegiertenversammlung vom 7. September 1940 übernahm das Deutsche Institut für Psychotherapie, das ebenfalls von Matthias Göring geleitet wurde, die Geschäftsführung der Internationalen Gesellschaft.
1939 wurden Jungs Werke im Deutschen Reich auf die «schwarze Liste» gesetzt, 1940 nach der deutschen Invasion auf die französische «Otto-Liste» der verbotenen Werke.

### Jungs Äusserungen im Kontext des Nationalsozialismus
C. G. Jung äusserte sich, u. a. im deutschen Rundfunk und in mehreren Aufsätzen, in einer Art, die sich – aus dem Zusammenhang genommen – als sympathisierend mit Aspekten des Nationalsozialismus interpretieren lässt und eine Grundlage für heftige Vorwürfe ihm gegenüber bot. Diesen Äusserungen über «germanischen Geist» und «jüdische Psychologie» lag Jungs Auffassung der «persönlichen Gleichung» zu Grunde, d. h. die von ihm festgestellten unterschiedlichen psychologischen Voraussetzungen von Einzelnen und Gruppen, die er wertneutral verstanden wissen wollte. Darauf wies er öffentlich in seinem Editorial im Zentralblatt 1933 hin, in seiner Replik in der Neuen Zürcher Zeitung auf die darin zuvor veröffentlichten Vorwürfe des Psychoanalytikers Gustav Bally wie auch privat:
Im Zentralblatt schrieb er 1933:

«Die tatsächlich bestehenden und einsichtigen Leuten schon längst bekannten Verschiedenheiten der germanischen und der jüdischen Psychologie sollen nicht mehr verwischt werden, was der Wissenschaft nur förderlich sein kann. Es gibt in der Psychologie vor allen anderen Wissenschaften eine persönliche Gleichung, deren Nichtbeachtung die Ergebnisse von Praxis und Theorie verfälscht. Dabei soll, wie ich ausdrücklich feststellen möchte, keine Minderbewertung der semitischen Psychologie gemeint sein.»

Dem befreundeten jüdischen Analytiker James Kirsch, der ihn 1934 zu seinen Äusserungen über jüdische Psychologie und zu der dadurch ausgelösten öffentlichen Empörung befragte, schrieb Jung, die Öffentlichkeit missverstehe ihn; er sei weder Antisemit noch nationalsozialistisch eingestellt.
Das Themengebiet psychischer Eigentümlichkeiten von Gruppen und Einzelnen hatte bereits Jahre zuvor einen Interessens- und Forschungsgegenstand Jungs gebildet. 1918 schrieb er warnend über die «germanischen Barbaren», deren Seele neben einer zivilisierten Seite eine davon abgespaltene «blonde Bestie» berge, die sich «in ihrem unterirdischen Gefängnis umdrehen und uns mit einem Ausbruch mit verheerenden Folgen bedrohen» und z. B. als «soziales Phänomen auftreten» könne. Diese Forschung fand 1921 auch Niederschlag in seiner «Psychologie der Typen». Dort legte Jung seine Befunde und Theorien dar, wie die Typologie von Einzelnen deren Ideen, Philosophien und Handlungspräferenzen beeinflusse. Entsprechend sei auch eine Gemeinschaft oder Kultur von den typischen in ihr vorherrschenden Bewusstseinsstrukturen geprägt.
Zudem sah es Jung als seine ärztliche Pflicht an, auf von ihm so gesehene Kernprobleme, v. a. das machtvolle Wirken des von ihm so benannten autonomen seelischen Faktors «Archetyp des Wotan» und den Komplex des «jüdischen Problems» aufmerksam zu machen, in der Hoffnung, ihr bewusstes Verständnis bei Einzelnen könne eine Auffassung für die zur damaligen Zeit «einbrechenden Inhalte des Unbewussten» ermöglichen. So könne das Bewusstsein diese Inhalte auffangen und integrieren. Auf diese Weise könne es zur Heilung der gesellschaftlichen und politischen Situation kommen. Die Inhalte des Unbewussten seien nämlich «nicht an sich destruktiv, sondern ambivalent, und es hängt ganz von der Beschaffenheit des sie auffangenden Bewusstseins ab, ob sie zum Fluch oder zum Segen ausschlagen». Er erklärte:

«Ich gebe zu, ich bin unvorsichtig, so unvorsichtig, daß ich das Allermißverständlichste tue, was man im gegenwärtigen Moment überhaupt tun kann: ich lege die Judenfrage auf den Tisch des Hauses. Ich habe dies absichtlich getan», denn «erster Grundsatz der Psychotherapie ist, von allen jenen Dingen am allerausführlichsten zu sprechen, welche am kitzligsten, gefährlichsten und mißverständlichsten sind. Das jüdische Problem ist ein Komplex [Anm.: Terminologie der Psychotherapie] […], und kein verantwortlicher Arzt könnte es über sich bringen, daran ärztliche Vertuschungsmethode zu üben.»

Seiner Mitarbeiterin Marie-Louise von Franz zufolge lag Jungs «Fehler» in dieser Zeit im «therapeutischen Optimismus, das heißt in seiner ärztlichen Leidenschaft. Wo immer im Einzelnen oder im Kollektiv das Dunkle, Zerstörerische aufbrach, versuchte er mit der Leidenschaft des Arztes zu retten, was zu retten war». Denn, wie er im Zusammenhang mit einem bösartigen Patienten sagte: «wie könnte ich Therapie üben, wenn ich nicht doch immer wieder hoffte?» In einem Brief vom 20. April 1946 an Eugene H. Henley (New York) schrieb Jung, er habe «vor der Hitler-Ära noch immer Illusionen [über den Menschen]» gehabt. «Das ungeheuerliche Vorgehen der Deutschen» habe sie «gründlich zerstört». Er habe «nie gedacht, daß der Mensch so absolut böse sein könne […], in Deutschland war das Böse […] unvorstellbar schlimmer als das übliche Böse.»
Ungeachtet seiner ausdrücklichen Absicht wurden Jungs Aussagen zu germanisch-jüdischen Unterschieden und seine Psychologie von der nationalsozialistischen Propaganda als «aufbauende Seelenlehre» gelobt, während gleichzeitig die Schriften von Freud der Bücherverbrennung zum Opfer fielen. Trotz seines Bruchs mit Freud, dessen Psychologie und «zersetzendes [weil in Jungs Augen reduktionistisches] Denken» er andernorts kritisierte, würdigte C. G. Jung 1934 in einem Vortrag auf der Tagung der Internationalen Vereinigung der Psychotherapeuten in Bad Nauheim (Hessen) Über Komplextheorie Freuds Verdienste. Freud – damals eine Zielscheibe des Nazihasses – ehrte er als «Entdecker des psychologischen Unbewußten» und Freuds «Verdrängungslehre» als «erste medizinische Theorie des Unbewußten». Damit zog sich Jung scharfe Angriffe der deutschen Presse am folgenden Tag zu, die «genau verzeichnete, wie oft er den verhaßten Namen Freuds ausgesprochen habe».

#### Einschätzung Hitlers und des Nationalsozialismus
In einem am 26. Juni 1933 vom inzwischen nationalsozialistisch gleichgeschalteten Radio Berlin ausgestrahlten Interview mit seinem ehemaligen Schüler Adolf Weizsäcker machte C. G. Jung Aussagen, bei denen er sich nach Jörg Rasche (2012) «scheinbar kritiklos auf die Diktion der Nationalsozialisten» einliess, die ihm sein Interviewpartner mit Fragen nahelegte. Jung äusserte in Bezug auf Hitler: «Wie Hitler kürzlich gesagt hat, muß der Führer einsam sein können und den Mut zum Alleinvorangehen besitzen. Wenn er aber sich selbst nicht kennt, wie will er andere führen?» Jung warnte in dem Interview aber auch vor Massenbewegungen, die «den Einzelnen durch Suggestion übermannen und bewusstlos machen», und betonte die Notwendigkeit der Steigerung des «Bewusstsein(s) seiner Selbst und die Selbstbesinnung» sowie die «Selbstentwicklung des Individuums» als «höchstes Ziel aller psychoanalytischen Bestrebungen» und sprach davon, wie sich «barbarische Invasionen […] innerlich in der Psyche des [deutschen] Volkes» abspielten. Regine Lockot (1985) zufolge konnten seine Antworten von Nationalsozialisten ebenso wie von Regimegegnern als Bestätigung ihrer Weltanschauung aufgefasst werden.
Nach diesem Interview hielt Jung ein Seminar in Berlin. Währenddessen äusserte Jung in einem privaten Gespräch mit seiner Mitarbeiterin Barbara Hannah, wie sie in ihrer Jung-Biographie (1982) berichtet, die Angst, «dass das Verderben unaufhaltbar sei. Einhalt könne ihm höchstens damit geboten werden, […] dass sich genügend einzelne des Besessenheitszustandes, in dem sie alle waren, bewusst würden. Deshalb sei es unsere Aufgabe, ihnen so lange als möglich Kraft zum Zweifeln zu geben und so vielen wie möglich dabei zu helfen, bewusster zu werden.»
Sein tiefenpsychologisches Verständnis des Zeitgeschehens im nationalsozialistischen Deutschland legte Jung in seinem Aufsatz «Wotan» (1936) dar: Das germanische Gottesbild des Wanderers und Sturmgottes Wotan sei wieder lebendig geworden, was «ein Rückschritt und Rückgriff» sei. Dies bilde – neben ökonomischen, politischen und psychologischen Erklärungsansätzen – den wohl stärksten Erklärungsgrund zum Phänomen des Nationalsozialismus. Wotan habe sich davor bereits in den Schriften Nietzsches (19. Jahrhundert) wie auch – vor 1933 – in den deutschen Jugend- und Wanderbewegungen gezeigt. Nun aber führe er zum «Marschieren» und «Wüten» der ganzen Bevölkerung. Dabei versteht Jung unter Wotan eine Personifikation seelischer Gewalten. Die «Parallele zwischen Wotan redivivus [‹auferstanden›] und dem sozialpolitischen und psychischen Sturme, der das gegenwärtige Deutschland erschüttert, [könne] wenigstens als ein Gleichsam-als-Ob gelten.» Man könne ebenso den mächtig wirksamen «autonomen seelischen Faktor» psychologisierend als «furor teutonicus» bezeichnen. «In Deutschland ist das Unwetter ausgebrochen, während wir [in der Schweiz] noch an das Wetter glauben.» Und: «Deutschland ist ein geistiges Katastrophenland». «Früheste Intuition hat diese seelischen Gewalten stets als Götter personifiziert.» Hitler sei davon ergriffen. «Das ist aber gerade das Eindrucksvolle am deutschen Phänomen, daß einer, der offenkundig ergriffen ist, das ganze Volk dermaßen ergreift, daß sich alles in Bewegung setzt, ins Rollen gerät und unvermeidlicherweise auch in gefährliches Rutschen.» Jung zitierte aus Martin Nincks Wotan-Monographie verschiedene dem Gott Wotan zugeschriebene Eigenschaften und folgerte, Wotan verkörpere «die triebmäßig-emotionale sowohl wie die intuitiv-inspirierende Seite des Unbewußten […] einerseits als Gott der Wut und Raserei, andererseits als Runenkundiger und Schicksalskünder». Daher äusserte er die Hoffnung, Wotan müsste sich auch in seiner «ekstatische[n] und mantische[n] Natur äussern» und «so wäre der Nationalsozialismus noch lange nicht das letzte Wort».
Im Januar 1939 erschien im New Yorker International Cosmopolitan unter dem Titel «Diagnose der Diktatoren» das von Jung gegebene sogenannte Knickerbocker-Interview, in dem Jung versuchte, Hitler und den Nationalsozialismus der Deutschen aus psychologischer Perspektive zu erklären. Dieses Interview wurde und wird von Kritikern als Entschuldigung oder Legitimierung aufgefasst. Jung bezeichnete darin Hitler als einen «Ergriffenen» und «Besessenen», der von Inhalten des «kollektiven Unbewussten» überwältigt sei. Hitler sei einer, der unter dem Befehl einer «höheren Macht steht, einer Macht in seinem Inneren», der er zwanghaft folge. «Er ist das Volk», d. h. Hitler repräsentiere für die Deutschen das im «Unbewussten des deutschen Volkes» Lebendige, weswegen andere Nationen die Faszination der Deutschen durch Hitler nicht verstehen könnten. In diesem Sinne beziehe Hitler seine Macht durch sein Volk und sei «hilflos … ohne sein deutsches Volk», weil er das Unbewusste Nazideutschlands verkörpere, was ihm seine Macht gebe.
In dieser psychischen Funktion entspreche Hitler am ehesten dem «Medizinmann», «Oberpriester», «Seher» und «Führer» einer primitiven Gesellschaft. Dieser sei dadurch mächtig, dass man vermute, er besitze Magie. Hitler wirke tatsächlich «magisch», d. h. über das Unbewusste. Er sei «der Lautsprecher, der das unhörbare Raunen der deutschen Seele verstärkt, bis es vom unbewußten Ohr der Deutschen gehört werden kann», d. h. er spiele für die Deutschen die Rolle eines Vermittlers zu den Äusserungen ihres Unbewussten. Das dort Aktivierte war nach Jungs Auffassung das frühere Gottesbild des «Wotan», aber auf eine zerstörerische Art. Jung konstatiert zudem einen «Minderwertigkeitskomplex» der Deutschen, der eine notwendige Voraussetzung für die «Messianisierung» Hitlers bilde.
Seine Biografin Deirdre Bair unterstrich 2005, dass Jungs Äusserungen aus dem «Knickerbocker-Interview» und das Bekanntwerden der Inhalte seiner Terry-Lectures, die er 1937 an der Yale University gehalten und 1938 auf Englisch als Psychology and Religion publiziert hatte, im Kriegsjahr 1939 dazu führten, dass Jungs Werke in Deutschland und 1940 nach der Invasion Frankreichs auch dort verboten sowie teilweise vernichtet wurden. Im Mai 1940 habe Jung durch eine Warnung vor einem erwarteten Überfall auf die Schweiz erfahren, dass auch er selbst auf der «schwarzen Liste» der Nationalsozialisten stand.
Nach 1945 wurde Jung wegen seiner Haltung in den Anfangsjahren des Nationalsozialismus scharf kritisiert. 1945 veröffentlichte die Neue Schweizer Rundschau seinen Aufsatz «Nach der Katastrophe», der als indirekte Auseinandersetzung mit seiner persönlichen Verwicklung verstanden werden kann. Darüber hinaus nahm er niemals zu den Vorwürfen öffentlich Stellung. Anhand von Archivmaterial zeigt Bair, dass sich Jung bereits seit seiner Präsidentschaft in der IAÄGP ab 1933 vielen Angriffen ausgesetzt sah und Freunden gegenüber äusserte, seine damaligen Erklärungen seien immer wieder falsch verstanden worden. Da er zudem die Vorwürfe ab 1945, ein Antisemit und Nazi zu sein, als völlig absurd und haltlos empfunden habe und manche davon verdrehte Darstellungen seiner Aussagen oder direkte Verleumdungen gewesen seien, habe er von einer Rechtfertigung eher eine Verschlimmerung der Angriffe erwartet und sich gegen eine öffentliche Rechtfertigung entschieden. Privat soll er jedoch, wie Gershom Scholem 1963 an Aniela Jaffé schrieb, geäussert haben: «Ich bin ausgerutscht» – nämlich auf dem glatten Parkett der Politik, wie von Marie-Luise von Franz 1972 ergänzt wurde. Später meinte Jung, er sei zu optimistisch über die Möglichkeiten einer positiven Entwicklung gewesen und hätte mehr schweigen sollen.
In den Jahren 1942 und 1943 diente Jung via Allen Welsh Dulles dem US-amerikanischen Geheimdienst als eine Art «Profiler»: Jung sollte die psychische Verfassung der führenden Nationalsozialisten und des deutschen Volkes analysieren, ihre Handlungsweisen und möglichen Reaktionen prognostizieren.

#### Jungs Äusserungen über und Beziehung zu Juden und dem Judentum
Das Wirken Jungs war gemäss den Quellen nicht von einem spezifischen Antisemitismus geprägt, seine Worte über Juden erscheinen jedoch zum Teil politisch naiv, unsensibel oder opportunistisch.
Rasche (2007) weist darauf hin, dass Jung «wie viele seiner Zeitgenossen, unbedachte abwertende Äusserungen über Juden gemacht» und teilweise unreflektiert den damaligen Nazi-Jargon benutzt habe, was eine objektive Beurteilung, in welchem Ausmass seine Äusserungen antisemitisch gewertet werden können, erschwere. Seine Äusserungen hätten «mit dem mörderischen Antisemitismus Hitlers und der Nazis nur insoweit zu tun […], als diese solche [bereits existierenden] Denkfiguren und Redeweisen für ihre rassistischen Verbrechen benutzten».
Die enge Mitarbeiterin Marie-Louise von Franz, die ihn auch privat gut kannte, schrieb, dass sie von Jung nie antisemitische oder nationalsozialistische Äusserungen gehört habe. Entsprechendes erklärten jüdische Analytiker wie Hilde und James Kirsch, die ins Ausland emigriert waren, über ihre Arbeit mit C. G. Jung und bestätigten viele weitere Juden, die seine Bekanntschaft machten.
Die genaue Lektüre antisemitisch klingender Äusserungen Jungs in ihrem Zusammenhang vor und nach 1933, die oft als Belege für einen eventuellen Antisemitismus aufgeführt werden, zeigt, dass er darin um eine differenzierte Charakterisierung der seelischen Verhältnisse bei Juden und Germanen mit ihren jeweiligen Stärken und Schwächen bemüht war. 1918 schrieb er «Über das Unbewußte» darüber, dass der Zeitraum, in dem sich die Menschheit als «Kulturmensch» eine hochentwickelte Kultur erworben habe, in der Seele einer dünnen Patina entspreche «im Verhältnis zu den mächtig ausgebildeten primitiven [Anm.: d. h. archaischen] Schichten der Seele. Diese Schichten aber formen das kollektive Unbewußte, zusammen mit den Relikten der Tierheit [Anm.: den Instinkten], die in unendliche, nebelhafte Tiefen zurückweisen.» In diesem Zusammenhang charakterisierte Jung die Seele der «germanischen Barbaren» (d. h. Unzivilisierten) mit einem Hinweis auf das darin befindliche Zerstörungspotential und die «der Juden» 1918 folgendermassen:

«Das Christentum zerteilte den germanischen Barbaren in seine untere und obere Hälfte, und so gelang es ihm – nämlich durch Verdrängen der dunklen Seite – die helle Seite zu domestizieren und für die Kultur geschickt zu machen. Die untere Hälfte aber harrt der Erlösung einer zweiten Domestikation. Bis dahin bleibt sie assoziiert mit den Resten der Vorzeit, mit dem kollektiven Unbewußten, was eine eigentümliche und steigende Belebung des kollektiven Unbewußten bedeuten muß. Je mehr die unbedingte Autorität der christlichen Weltanschauung sich verliert, desto vernehmlicher wird sich die ‹blonde Bestie› in ihrem unterirdischen Gefängnis umdrehen und uns mit einem Ausbruch mit verheerenden Folgen bedrohen. Diese Erscheinung findet als psychologische Revolution beim einzelnen statt, wie sie auch als soziales Phänomen auftreten kann.
 Meines Erachtens besteht nun dieses Problem für den Juden nicht. Er hatte schon die antike Kultur und hat obendrein noch die Kultur seines Wirtsvolkes erworben. Er besitzt zwei Kulturen, so paradox das auch klingen mag. Er ist domestiziert in höherem Maße, aber in arger Verlegenheit um jenes Etwas im Menschen, das die Erde berührt, das von unten neue Kraft empfängt, um jenes Erdhafte, das der germanische Mensch in gefährlicher Konzentration in sich birgt.»

In Jungs Aufsatz «Zur gegenwärtigen Lage der Psychotherapie» (1934) finden sich wertschätzend gemeinte Äusserungen über Juden, die sich «infolge ihrer doppelt so alten Kultur […] der menschlichen Schwächen und Schattenseiten in viel höherem Maße bewußt» seien als Nichtjuden und die «als Angehörige einer 3’000 Jahre alte Kulturrasse» ebenso «wie der gebildete Chinese in einem weiteren Umkreise psychologisch bewußt» seien als Nichtjuden. Die «germanischen Barbaren» dagegen sah Jung als nur teilweise zivilisiert an. Deren Seele stehe daher unter grosser Spannung und enthalte sowohl ein hohes Potential für Zerstörung als auch schöpferische Keime für Neues, aus denen sich (erst) noch eine Kultur entwickeln müsse, weil sie nötig sei. Die Juden hätten schon eine hochentwickelte Kultur und daher fehle ihnen diese Spannung.
Diese Vorstellung verknüpft Jung mit der damaligen Situation der Juden ohne eigenes Land, die daher ein «zivilisiertes Wirtsvolk zu ihrer Entfaltung» bräuchten. Anschliessend stellt er die Behauptung auf, der «Jude als relativer Nomade hat nie und wird voraussichtlich auch nie eine eigne Kulturform schaffen». Aus dieser Mischung von Beobachtung und Vorurteil resultiert Jungs induktiver Fehlschluss, der Jude könne auch keine Kultur schaffen, «da alle seine Instinkte und Begabungen ein mehr oder weniger zivilisiertes Wirtsvolk zu ihrer Entfaltung voraussetzen».
Mit diesen Vergleichen untermauerte Jung seine Unterscheidung zwischen «jüdischer» und «germanischer/arischer» «Seele», deren Berücksichtigung für eine Psychotherapie von entscheidender Bedeutung sei, und grenzte seine Auffassung von der Bedeutung der «persönlichen Gleichung» gegen diejenige Freuds oder Adlers ab. Aufgrund der vorhandenen Unterschiede seien nach Jung die Kategorien der Psychologie von Adler oder Freud «nicht einmal für alle Juden verbindlich» und könnten nicht «unbesehen auf den christlichen Germanen oder Slawen» verwendet werden.
Jungs einseitiges Bild des Judentums und jüdischer Kultur war vom «seelenlosen Materialismus» und der reduktionistischen Sichtweise Freuds und anderer jüdischer Zeitgenossen geprägt, die selbst kaum eine Beziehung zu den religiösen Quellen des Judentums hatten (z. B. Kabbala oder Chassidismus). Jaffé erläutert, ein allgemeines Interesse am Judentum habe erst in der Hitlerzeit eingesetzt und habe sich mit der Gründung des Staates Israel verstärkt, wozu Werke von Martin Buber, Gershom Scholem und Franz Rosenzweig beitrugen. Dass diese Einseitigkeiten und Vorurteile über Juden sowie die Unterscheidung einer «jüdischen Psychologie» auch unter Juden gängig waren, zeigen beispielsweise zwei Aussagen Sigmund Freuds in Briefen an Karl Abraham. Im Mai 1908 schrieb er Karl Abraham: «[…] stehen Sie mir in intellektueller Konstitution durch Rassenverwandtschaft näher, während er [Jung] als Christ und Pastorensohn nur gegen große innere Widerstände den Weg zu mir findet». Am 20. Juli 1908 schrieb Freud Abraham zur Begründung von Jungs Zögern und Vorbehalten der Psychoanalyse: «Wir Juden haben es im Ganzen leichter [als Jung], da uns das mystische Element abgeht.»
Für eine Revision und tiefgreifende Erweiterung von Jungs Wissen über das und mehr Respekt gegenüber dem Judentum sorgten daraufhin jüdische Analytiker wie z. B. James Kirsch (in Briefen zwischen dem 7. Mai und dem 29. September 1934) sowie besonders Jungs Erlebnisse nach dem Krieg, die seine «Einstellung zur jüdischen Psyche umgestoßen» hätten. Ab 1944 beschäftigte er sich intensiv mit dem Judentum, das er 1955 als gemeinsame Wurzel seiner Psychologie und der Freuds betrachtete und als Vorläufer der von ihm sehr geschätzten Alchemie.
Jungs teilweise widersprüchlich wirkendes Verhalten in den 1930er Jahren, durch das er sich starken Angriffen aussetzte, empfand sein Rechtsanwalt Wladimir Rosenbaum gerade als Beweis für Jungs Aufrichtigkeit. Er schrieb C. G. Jung am 15. Mai 1934, nachdem Rosenbaum für Jung auf dessen Bitte hin die Statuten der Gesellschaft umgeschrieben hatte, Folgendes: Auch er habe in Jung zunächst einen Antisemiten vermutet. Doch

«das Missgeschick, das Ihnen kürzlich in der Welt draussen widerfuhr [wohl eine Anspielung an die Konflikte, die ihm seine Präsidentschaft und sein erwähntes Editorial des Zentralblatts 1934 eintrugen], hat mich eines anderen belehrt. Denn wenn Sie Antisemit wären hätten Sie sich gerade nicht in so eine kritische Situation hinein manövriert!»

Jung sprach wohl manchen Analysanden gegenüber auch über sein Unbehagen und Konflikte bezüglich seiner Präsidentschaft der IAÄGP. Ein Analysand Jungs, der ein glühender Sympathisant der Nazis war, schrieb im Mai 1933 darüber verständnislos, «er könne nicht ergründen, […] warum es Jung derart widerstrebe, einer so ‹glorreichen gesellschaftlichen Bewegung› wie dem Nationalsozialismus ‹zu Diensten zu sein›».
Viele wichtige Mitarbeiter und Anhänger Jungs waren Juden, wie Erich Neumann und Jolande Jacobi. Jung unterstützte jüdische Flüchtlinge, die bei ihm eine Analyse machten, indem er kostenlose Analysestunden gab und indem er vielen seiner jüdischen Analysanden und Kollegen durch Empfehlungsschreiben half, sich in der Emigration beruflich wieder zu etablieren.
Privat habe sich Jung nach dem Zweiten Weltkrieg seinen jüdischen Kollegen und Freunden gegenüber wegen seiner Äusserungen in den frühen 1930er Jahren entschuldigt. Er habe eingesehen, dass er sie durch politische Naivität verletzt habe und dass seine Schriften falsche Aussagen (über Juden) beinhalteten. Lammers bezieht sich u. a. auf eine brieflich weitergegebene Aussage Leo Baecks, Jung habe zu ihm gesagt, er sei ausgerutscht (nämlich auf dem glatten Parkett der Politik, wie von Franz ergänzt). Diese Äusserung berichtete Gershom Scholem am 7. Mai 1963 an Aniela Jaffé:

«Liebe Frau Jaffé,
[…] Im Hochsommer 1947 war Leo Baeck in Jerusalem. Ich hatte damals gerade zum ersten Mal eine Einladung zum Eranos in Ascona erhalten, offenbar auf Anregung von Jung, und fragte Baeck, ob ich sie annehmen sollte, da ich inzwischen viele Beschwerden über Jungs Verhalten in der Nazizeit gehört und gelesen hatte. Baeck sagte: ‹Sie müssen unbedingt hingehen›, und erzählte mir im Verlauf unserer Unterhaltung das folgende: Auch er sei von der Reputation Jungs, die durch die bekannten Artikel im Jahre 1933/1934 entstanden war, sehr zurückgestossen worden, gerade weil er Jung, von den Darmstädter Tagungen der Schule der Weisheit her, sehr gut kannte und ihm keine nationalsozialistische und antisemitische Gesinnung zugetraut hätte. Als er nach seiner Befreiung von Theresienstadt zum ersten Mal wieder in die Schweiz gekommen sei (ich glaube, es war 1946), habe er daher Jung in Zürich nicht aufgesucht. Es sei aber Jung zu Ohren gekommen, dass er in der Stadt sei, und er habe ihn zu einem Besuch bitten lassen, was er, Baeck, unter Bezugnahme auf jene Vorgänge abgelehnt habe. Darauf sei Jung zu ihm ins Hotel gekommen, und sie hätten eine zweistündige, zum Teil überaus lebhafte Auseinandersetzung gehabt, in der Baeck ihm all das vorwarf, was er über ihn gehört hatte. Jung hätte sich mit Berufung auf die besonderen Verhältnisse in Deutschland verteidigt, zugleich ihm aber gestanden: ‹Jawohl, ich bin ausgerutscht›, was seine Stellung zu den Nazis und seine Erwartung, dass vielleicht hier etwas Grosses aufbräche, beträfe. Diesen Satz, ich bin ausgerutscht, den mir Baeck mehrfach wiederholte, habe ich in lebhafter Erinnerung. Baeck sagte, sie hätten in diesem Gespräch alles, was zwischen ihnen stand, geklärt und wären wieder versöhnt voneinander geschieden. Auf Grund dieser Erklärung von Baeck habe ich dann auch die Einladung zum Eranos angenommen, als sie ein zweites Mal kam. […] Ihr G.. Scholem»

Die damals starke Rezeption der Psychologie C. G. Jungs durch deutsche Juden und deren spätere Vertreibung aus Deutschland begünstigte wohl die internationale Verbreitung der Jung’schen Psychologie. 2007 war jeder dritte Jung’sche Analytiker jüdischer Abstammung.

### Professur an der Eidgenössischen Technischen Hochschule Zürich (ETHZ)
In der Schweiz hatte Jung 1933 an der Eidgenössischen Technischen Hochschule Zürich wieder eine Lehrtätigkeit – ab 1935 als Titularprofessor – aufgenommen, die er bis 1942 fortführte. 1934 wurde er zum Mitglied der Leopoldina gewählt.

### Freundschaft mit Wolfgang Pauli
1931 lernte Jung den Physiker und späteren Nobelpreisträger Wolfgang Pauli (1900–1958) kennen, der ihn wegen beunruhigender Träume aufsuchte. Daraus entwickelte sich – über 26 Jahre hinweg – ein «enges geistiges Band». Während der ersten Konsultation von Pauli bemerkte Jung, dass dessen Träume viele archetypische Motive enthielten. Im Versuch, dessen Entwicklung möglichst unbeeinflusst studieren zu können, sandte Jung Pauli zu der jungen Analytikerin Erna Rosenbaum, ohne Paulis Träume zu deuten. Jung war sich sicher, dass die junge Ärztin, die noch nicht viel über archetypisches Material wusste, durch ihre Arbeit den Prozess der Entwicklung des archetypischen Materials nicht stören würde. Acht Monate später kamen Jung selbst und Pauli wieder in Kontakt. Eine Auswahl von Träumen aus Paulis Traumserie während der ersten Monate der Analyse mit Frau Rosenbaum, allerdings inkognito, deutete Jung in Psychologie und Alchemie. Ab Juli 1932 war Pauli bei Jung während zweier Jahre persönlich wöchentlich in Analyse. In den folgenden Jahren diskutierten sie seine Träume im Gespräch wie auch brieflich. Pauli war häufiger Essensgast der Familie Jung und beide pflegten einen beide befruchtenden Austausch über vielfältige Themen der Naturwissenschaft, Philosophie, Religion und Psychologie, der in einer intensiven Phase zwischen 1946 und 1949 in Jungs Aufsatz über Synchronizität als ein Prinzip akausaler Zusammenhänge und Paulis Aufsatz über den Einfluss archetypischer Vorstellungen auf die Bildung naturwissenschaftlicher Theorien bei Kepler gipfelte. So half Pauli Jung bei seiner Suche nach Zusammenhängen, die eine Brücke zwischen den psychischen und materiellen Phänomenen bilden könnten und die sich nach Jungs Auffassung in Synchronizitätsereignissen wie auch in parapsychologischen Phänomenen zeigen. 1955 malte Niklaus Stoecklin ein Portrait von Jung.

### Letzte Lebensjahre

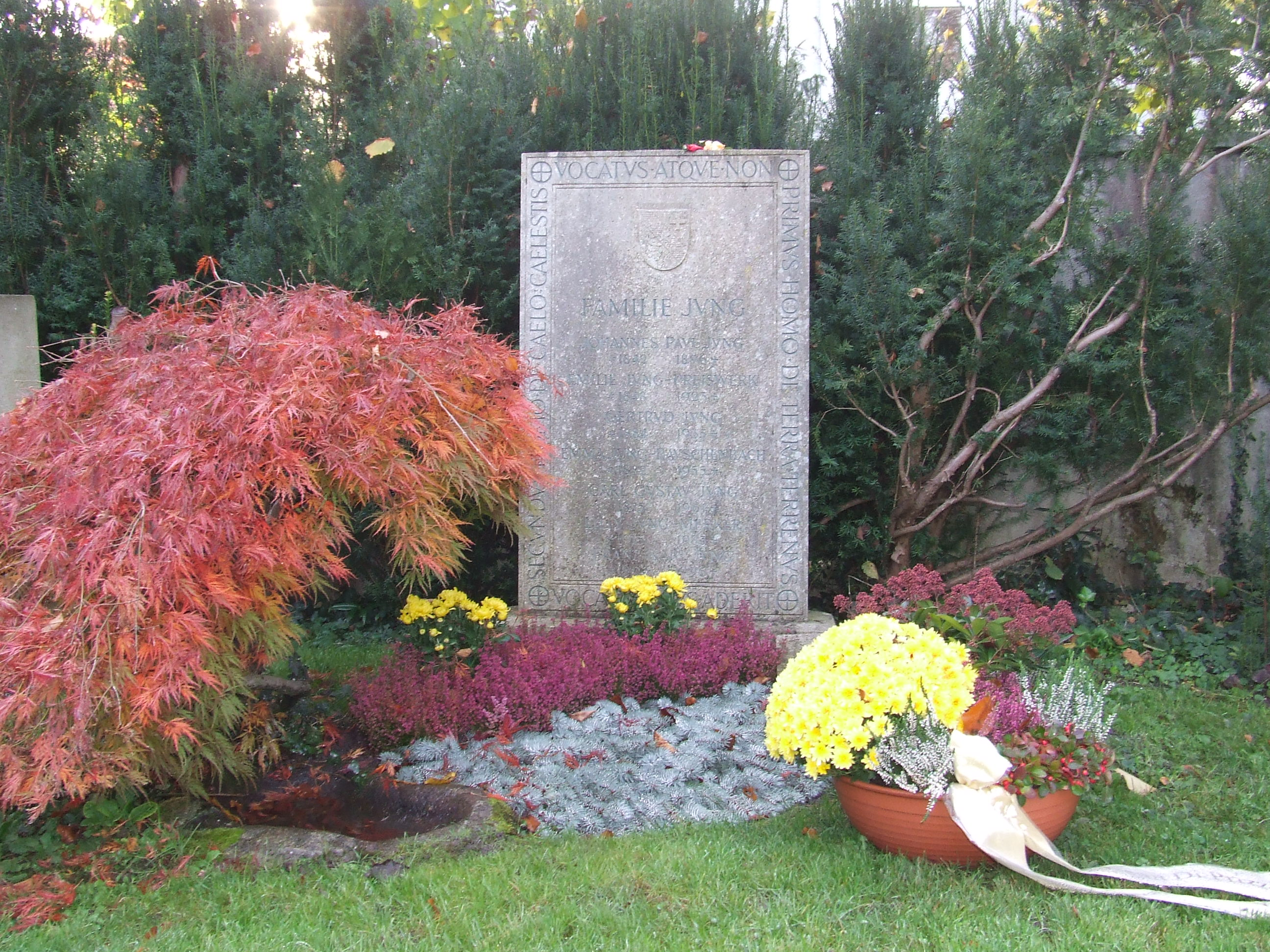
Familiengrab Jung, auf dem Friedhof bei der Reformierten Kirche Küsnacht

In seinen letzten Lebensjahren vertiefte Jung seine Forschungen über das kollektive Unbewusste, Alchemie und die Bedeutung der Religion für die Psyche. Nach kurzer Krankheit starb er in seinem Haus. Am 9. Juni 1961 wurde er auf dem Friedhof Dorf in Küsnacht begraben. Für seinen Grabstein hatte er einen Spruch bestimmt, den er auch über der Türschwelle seines Hauses hatte einmeisseln lassen: «Vocatus atque non vocatus deus aderit.» Die zweite Inschrift auf dem Grabstein lautet: «Primus homo de terra terrenus – secundus homo de caelo caelestis» (1 Kor 15,47 ).

## Werk
Eine Einführung in sein Werk bietet Jungs Autobiographie Erinnerungen, Träume, Gedanken. Dort schreibt er:

«Die Erinnerung an die äusseren Fakten meines Lebens ist mir zum grössten Teil verblaßt oder entschwunden. Aber die Begegnung mit der inneren Wirklichkeit, der Zusammenprall mit dem Unbewußten, haben sich meinem Gedächtnis unverlierbar eingegraben. Ich kann mich nur aus den inneren Geschehnissen verstehen. Sie machen das Besondere meines Lebens aus, und von ihnen handelt meine Autobiographie.»

Die Gesamtausgabe von Jungs Schriften liegt unter dem Titel Gesammelte Werke von C. G. Jung in 20 Bänden vor, sein Grundwerk in einer neunbändigen Ausgabe. Populär wurde sein 1964 von seiner Mitarbeiterin Marie-Louise von Franz zunächst auf Englisch herausgebrachtes Buch Der Mensch und seine Symbole, das seit 1968 auch in vielen Sonderausgaben erschienen ist.
Jung ist der Begründer der analytischen Psychologie innerhalb der Tiefenpsychologie. Sein Werk lässt sich nicht verstehen, wenn man nicht die Beziehung des Ich zu seinem Persönlichkeitskern, dem Selbst, in die Psychologie mit aufnimmt. Er gehört daher in eine Reihe von Tiefenpsychologen, die den Selbstbezug und die Individualität als Kern der Menschwerdung bzw. der Kulturgeschichte ansehen.
Carl Gustav Jung hat mit seinem Werk nicht nur die Psychotherapie, sondern auch die Psychologie, Religionswissenschaft, Völkerkunde, Literaturwissenschaft, Kunstwissenschaft und die sich daraus entwickelnde Kunsttherapie beeinflusst.
In die Psychologie sind vor allem die Begriffe Komplex, Introversion, Extraversion und Archetypus seiner Persönlichkeitstheorie eingegangen.

### Das «Rote Buch»

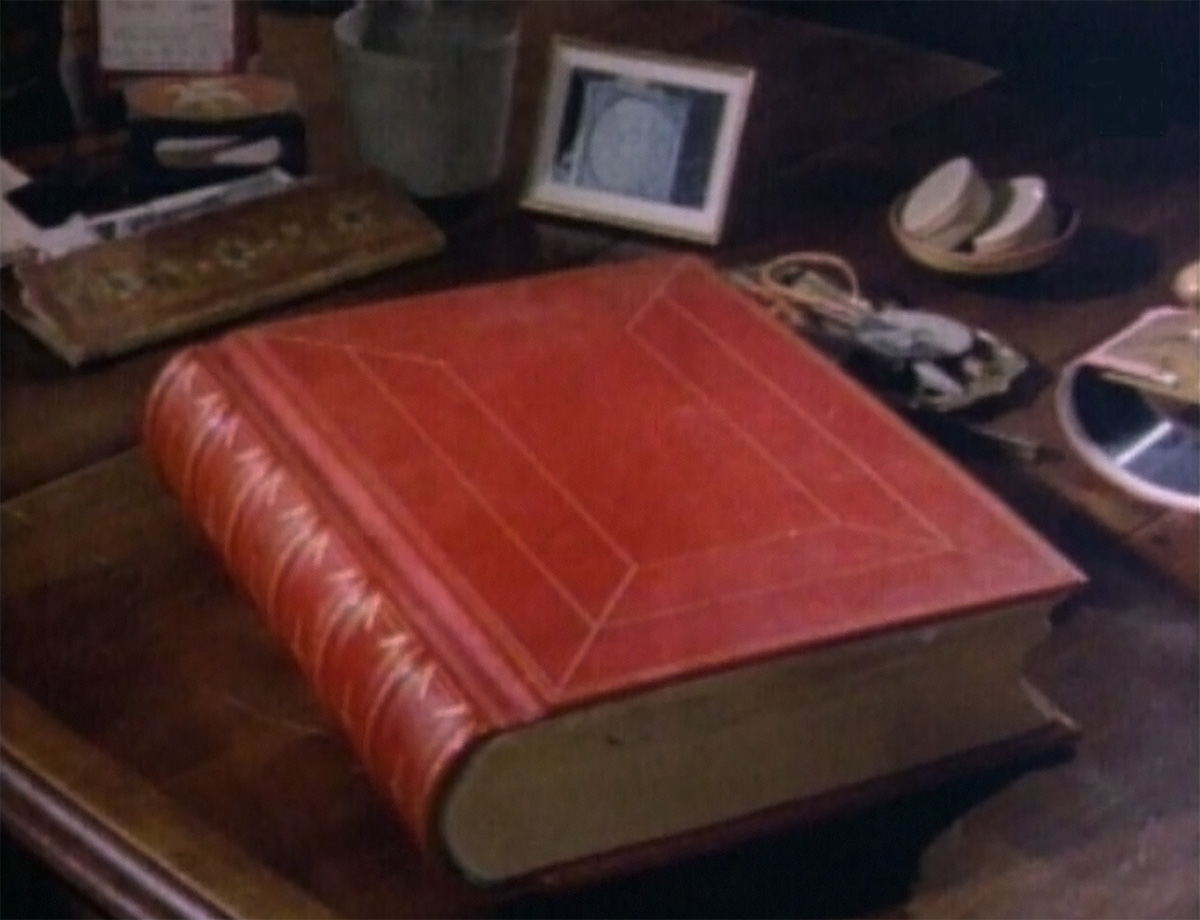
Liber Novus auf Jungs Schreibtisch

In der schwierigen Zeit nach der Trennung von Sigmund Freud begann Jung ein Experiment mit sich selbst, das später als «Auseinandersetzung mit dem Unbewussten» bekannt wurde. Während dieser Zeit unternahm er mehrere Reisen, unter anderem zu den Pueblo-Indianern Neu-Mexikos, in die Oasenstädte Nordafrikas und in die Buschsavanne Ostafrikas. Über viele Jahre hielt er seine Phantasien, die er später «aktive Imaginationen» nannte (das ist eine von Jung entwickelte «Technik, um den inneren Vorgängen auf den Grund zu kommen», «Emotionen in Bilder zu übersetzen», «Phantasien, die [ihn] unterirdisch bewegten, zu fassen»), als Notizen und Skizzen in «Schwarzen Büchern» (Notizbüchern) fest.
Diese überarbeitete er später, ergänzte sie mit Reflexionen und übertrug sie zusammen mit Illustrationen in kalligraphischer Schrift in ein rot gebundenes Buch, das er als «LIBER NOVUS» betitelte. Auf Basis dieser inneren Erlebnisse bei seiner Konfrontation mit dem Unbewussten entwickelte Jung später seine bekannten Theorien.
Das «Rote Buch», entstanden von 1914 bis 1930, wurde 2009 im Rubin Museum of Art in New York erstmals der Öffentlichkeit zugänglich gemacht. Im selben Jahr wurde es erstmals im Druck herausgegeben. Das grossformatige, annähernd sieben Kilogramm schwere, in rotes Leder gebundene Werk ist in eigenartig feierlicher deutscher Sprache verfasst, in kunstvoller Kalligraphie mittelalterlicher Handschriften gehalten und mit farbenprächtigen Illustrationen versehen. In Europa wurde das Rote Buch 2010/2011 erstmals im Museum Rietberg in Zürich gezeigt. 2009 erschien im Patmos-Verlag die deutsche Ausgabe übertragen von Christian Hermes. 2017 wurde bei Patmos der Text, herausgegeben von Sonu Shamdasani, ohne die Bilder von Jung veröffentlicht.

### Begriffe und Theorien

#### Komplex
Ein Komplex ist eine Konstellation von Gefühlen, Gedanken, Wahrnehmungen und Erinnerungen, die assoziativ von dem Kernkomplex angezogen werden und sich zentrierend um jenen bestimmten bedeutenden Zusammenhang gesammelt haben. Bei diesen Kernkomplexen handelt es sich meist um Archetypen, die dem kollektiven Unbewussten entspringen. Komplexe können mehr oder weniger bewusst sein. Komplexe, die in das Unbewusste verdrängt sind, können im Bewusstsein als «Affekt» erscheinen. Ein Beispiel: Ein Mutterkomplex ist das Kernelement des Komplexes. Alle Gefühle, Gedanken, Wahrnehmungen und Erinnerungen, die direkt oder indirekt mit der Mutter zu tun haben, werden von dem Kernelement des Komplexes angezogen und sind mit ihm assoziiert. Sie werden so dem Bewusstsein entzogen und können die bewusste Absicht stören. Aus negativ affektiv getönten Komplexen können sich neurotische Symptome entwickeln, ebenso gibt es auch positiv besetzte Komplexe.

#### Persönlichkeitsstruktur
Das Ich oder Ich-Bewusstsein ist Zentrum des Bewusstseinsfeldes und zeichnet sich durch eine starke Identifikation mit sich selbst aus. Da dieses Ich-Bewusstsein aus einem Komplex von Vorstellungen und Identifikationen besteht, spricht Jung auch vom sogenannten Ich-Komplex. Das Ich ist nicht identisch mit der gesamten Psyche, sondern «ein Komplex unter anderen Komplexen».
Ausserhalb dieses bewussten Ich-Komplexes existieren weitere Ich-nahe Komplexe, die aber unbewusst sind und in ihrer Gesamtheit als das persönliche Unbewusste bezeichnet werden. Diese unbewussten psychischen Inhalte sind eng an die individuelle Lebensgeschichte geknüpft und werden aus zwei unterschiedlichen Kanälen gespeist. Einerseits handelt es sich dabei um Inhalte, die ehemals bewusst waren und im weiteren Verlauf der Biographie als Vergessenes oder Verdrängtes nachträglich aus dem Ich-Bewusstsein ausgeschlossen wurden. Andererseits handelt es sich um primär unbewusste Elemente, die noch nie oder erst ansatzweise ins Bewusstsein gelangt waren, zum Beispiel frühkindliche Engramme und subliminal Wahrgenommenes oder individuell wirksame Inhalte des kollektiven Unbewussten.

«So wie bewusste Inhalte in das Unbewusste verschwinden können, so können auch Inhalte aus dem Unbewussten aufsteigen. Neben einer Mehrzahl von blossen Erinnerungen können auch wirklich neue Gedanken und schöpferische Ideen zum Vorschein kommen, die nie zuvor bewusst waren. Sie wachsen aus den dunklen Tiefen wie ein Lotus und bilden einen wichtigen Teil der subliminalen Psyche.»

Die Persona (lat. Maske) ist der repräsentative, nach aussen gerichtete Aspekt des Ich-Bewusstseins. Durch seine Persona versucht der einzelne Mensch, im sozialen Raum ein mit seinen Ich-Idealen übereinstimmendes Bild seiner Persönlichkeit darzustellen. So dient die Persona meist auch der Anpassung an die soziale Umwelt, insoweit wie man zumindest nach aussen hin ein Sozialverhalten zeigen möchte, das den dort geltenden Werten und Normen entspricht.
Der Schatten ist gewissermassen der Gegenpol zur Persona. Zum Schatten gehören Persönlichkeitsbereiche und Verhaltensweisen, die eben gerade nicht dem eigenen Ich-Ideal und in der Regel auch nicht den expliziten Werten des sozialen Umfelds entsprechen. Da sich das Ich-Bewusstsein meist ungerne diesen «dunklen Seiten» der eigenen Persönlichkeit zuwendet, wird die Ausagierung der eigenen Schattenseiten meist zuerst durch das soziale Umfeld gespiegelt und konfrontiert. Der Schatten ist Teil des Ich-nahen persönlichen Unbewussten und setzt sich aus all jenen, mit den bewussten Identifikationen des Ich unvereinbaren Aspekten, Neigungen und Eigenschaften eines Menschen zusammen. Solange keine bewusste Auseinandersetzung des Ich mit der Vielzahl unbewusster Schattenseiten stattgefunden hat, werden diese typischerweise nur bei anderen Menschen gesehen. Dies begünstigt den Prozess der Projektion, wodurch unvorteilhafte eigene Persönlichkeitsanteile und Verhaltensweisen unwillkürlich anderen Menschen «angehängt» oder «vorgeworfen» werden, auch wenn dies objektiv nicht oder nur in geringem Maße zutrifft.
Die Auseinandersetzung mit dem Schatten, d. h. dessen Integration durch Bewusstwerdung, zurückgenommene Ausagierung oder Wandlung, stellt einen wichtigen und unabdingbaren Schritt auf dem Weg zur Ganzwerdung oder Individuation der Persönlichkeit dar. Sie stellt ein vorwiegend moralisches Problem dar, das vom Individuum beträchtliche seelische Anpassungsleistungen erfordert. Hierzu bedarf es verstärkter Leistungen in Introspektion und Reflexion des eigenen Verhaltens.
Oft verändert sich ab der Lebensmitte die psychische Dynamik des individuellen Lebens, sodass die Anforderungen einer Anpassung an die Aussenwelt weniger dominant werden und die innere Auseinandersetzung und Differenzierung an Bedeutung gewinnen. Durch diese verstärkte Wendung nach innen können auch bislang nur aussen gesehene gegengeschlechtlich gefärbte Persönlichkeitsanteile verstärkt in der eigenen Person bewusst werden. Für einen Mann ist dies seine Anima in ihren vielfältigen Erscheinungsformen und für eine Frau ihr Animus in seinen vielfältigen Erscheinungsformen. Die Möglichkeit der Bewusstwerdung von Anima oder Animus ist jedoch nicht an einen Lebensabschnitt oder an eine Altersstufe gebunden.
Das kollektive Unbewusste – ein von Jung eingeführter und theoriestrategisch gegen die Freud’sche Fokussierung auf das individuelle Unbewusste gerichteter Begriff – bildet eine allen Menschen gemeinsame Grundlage psychischer Funktionen. Auch die Strukturen des Ich entwickeln sich auf der Grundlage von Strukturen des kollektiven Unbewussten. Im individuellen Menschen zeigen sich die Archetypen des kollektiven Unbewussten durch archetypische Bilder, also Vorstellungen und Emotionen mit allgemeinmenschlicher Grundlage. Dies zeigt sich individuell besonders in Träumen und kulturell beispielsweise in mythischen Motiven, Märchenmotiven und -konstellationen oder Sagenformen.
Das Selbst ist sowohl ein empirischer Begriff als auch ein Theoriepostulat. Es bezeichnet als empirischen Begriff zum einen sämtliche psychischen Phänomene im Menschen. Es drückt die Einheit und Ganzheit der Gesamtpersönlichkeit aus. Da die Gesamtpersönlichkeit wegen der unbewussten Anteile nur teilweise bewusst sein kann, umfasst der Begriff als Postulat Erfahrbares und Unerfahrbares oder noch nicht Erfahrenes. In ihm werden alle gegenläufigen Teile der Persönlichkeit zusammengefasst und geeinigt. Das Selbst ist der Ausgang und das Ziel des lebenslangen Individuationsprozesses, währenddem mehr und mehr Bereiche des Unbewussten dem Bewusstsein eingegliedert oder angeschlossen werden. Die Individuation setzt immer neue und umfassendere Anpassungsleistungen der Persönlichkeit, besonders auch Einstellungsänderungen des Bewusstseins, voraus und in Gang. Sie findet auf der Ich-Selbst-Achse statt, ein Begriff, den Erich Neumann als Ergänzung zu Jungs Theorie einführte.

#### Archetypen
Nach Jung sind Archetypen universell vorhandene Strukturen in der Seele aller Menschen, unabhängig von ihrer Geschichte und Kultur. Sie können sich im Einzelnen und in Gesellschaften unterschiedlich realisieren. Jung fiel auf, dass «gewisse archetypische Motive, die in der Alchemie geläufig sind, auch in Träumen moderner Personen, welche keinerlei Kenntnisse der Alchemie haben, auftreten.»
Jungs Beschäftigung mit Mythen, Märchen und Vorstellungsbildern aus unterschiedlichen Zeiten und Kulturen, die nicht voneinander beeinflusst worden waren, brachten ihn zu der Erkenntnis: «Tatsache ist, dass gewisse Ideen fast überall und zu allen Zeiten vorkommen und sich sogar spontan von selber bilden können, gänzlich unabhängig von Migration und Tradition. Sie werden nicht vom Individuum gemacht, sondern sie passieren ihm, ja sie drängen sich dem individuellen Bewusstsein geradezu auf. Das ist nicht platonische Philosophie, sondern empirische Psychologie.» Er beobachtete «… typische Formen, die spontan und mehr oder weniger universal, unabhängig von Tradition, in Mythen, Märchen, Phantasien, Träumen, Visionen und Wahngebilden auftreten». Diese seien nicht vererbte Vorstellungen, aber «vererbte instinktive Antriebe und Formen.» Er nannte diese Gemeinsamkeiten Archetypen, denen im Individuationsprozess vieler seiner Patienten eine besondere Rolle zukäme. Dieses Material und vor allem seine Bedeutung für die Kultur und den Einzelnen setzte er in Verbindung mit den Entwicklungsprozessen seiner Patienten.
Doch sei «die wahre Natur des Archetyps […] nicht bewusstseinsfähig, das heisst, sie ist transzendent, weswegen ich sie als psychoid bezeichne.» Als ein numinoser Faktor bestimme der Archetyp «die Art und den Ablauf der Gestaltung [unbewusster Prozesse] mit einem anscheinenden Vorwissen oder im apriorischen Besitz des Zieles.» Der Archetyp ist also «nicht nur Bild an sich, sondern zugleich auch Dynamis, welche in der Numinosität, der faszinierenden Kraft, des archetypischen Bildes sich kundgibt». Es handle sich daher um «eine angeborene Disposition zu parallelen Vorstellungsbildern, beziehungsweise um universale, identische Strukturen der Psyche. … Sie entsprechen dem biologischen Begriff des «pattern of behaviour» [Verhaltensmuster]» Insofern lasse sich der Archetyp als sinngebende Seite des physiologischen Triebes verstehen. Diese «Strukturelemente[n] der menschlichen Seele» entsprächen einer «kollektiven seelischen Grundschicht» des Menschen, die sein Bewusstsein umgibt.
Archetypen an sich sind unanschauliche Faktoren in der unbewussten Psyche, die Vorstellungen, Ideen und Emotionen anzuordnen vermögen. Ihr Vorhandensein wird nur anhand ihrer Wirkung deutlich, d. h. im Auftreten von archetypischen Bildern oder Symbolen. Diese archetypischen Bilder oder Symbole sind jeweils das Produkt der Wechselwirkung des wirkenden Archetyps in einem zeitlich, örtlich und individuell bestimmten Umfeld mit dem individuellen Menschen und können – im Gegensatz zum Archetyp als anordnenden Faktor – nicht vererbt werden. Aus diesem Grund ist eine sorgfältige Unterscheidung zwischen dem Archetyp als solchem und dem archetypischen Bild oder Symbol nötig, wobei letzteres das Ergebnis des anordnenden Effekts des Archetyps ist. Eine Analogie dafür bildet das Wachstum eines Kristalles aus seiner Mutterlauge: Archetypische Vorstellungen im Menschen sind immer individuelle Ausprägungen. Sie sind genauso wenig mit dem kollektiven Unbewussten zu verwechseln wie ein individueller Kristall mit seiner ursprünglichen Mutterlauge, aus der er herauswächst. Wo man von den Äusserungen des Unbewussten auf dessen hypothetische Strukturen schliessen kann, nutzte Jung dafür die Bezeichnung Archetyp (gr.etwa Urform), der aber nicht mit den archetypischen Bildern oder Symbolen verwechselt werden darf, die als individuelle Realisierungen der archetypischen Struktur in grosser Vielfalt beim Einzelnen auftreten. Das Konzept von «Archetypen» impliziert keine konzeptionelle Geschlossenheit, d. h. es gibt kein definiertes «set» von Archetypen, sondern ist prinzipiell offen.
Der Archetyp kann mit dem Schatten, der sich auf halb- oder unbewusste Persönlichkeitsanteile bezieht, verbunden erscheinen. Er kann auch mit Anima und Animus als gegengeschlechtliche männliche oder weibliche Bilder für die Seele verknüpft sein. Zu den Archetypen gehören auch die Grundformen des Weiblichen und Männlichen, auch in ihrer religiösen Erscheinung. Zum Beispiel der Archetyp des «Helden», des «Vaters», «Grosse Mutter», der oder die «alte Weise», das «göttliche Kind», der «Tiergott» etc. in ihren religionsgeschichtlich bekannten wie individuellen Ausprägungen. Die Erscheinung archetypischer Inhalte in Phantasien und Träumen ist in der Regel emotional aufgeladen. Dies kann bis hin zum Gefühl von etwas Numinosem gehen.
Archetypen bezeichnete Jung als Energiekomplexe, die auch in Träumen, Neurosen und Wahnvorstellungen ihre Wirkung entfalten. Jung erklärt eine Psychose, die unter anderem dann entstehen kann, wenn eine Neurose nicht behandelt wird, als Überhandnehmen des Unbewussten, das sich des Bewusstseins bemächtigt. Die wirksamen Archetypen zielen jedoch in der Regel darauf ab, die Gesamtpersönlichkeit wieder ins Lot zu bringen, indem sie archetypische, von einem starken Gefühlston begleitete Symbole als Leitbilder ins Bewusstsein aufsteigen lassen. Diese Bilder und die Auseinandersetzung des bewussten Menschen mit ihnen haben die Aufgabe, der Persönlichkeit eine fundamentale Balance zurückzugeben, Sinn und Ordnung zu fördern.

#### Symbol und Zeichen
Zum Thema Symbol und Zeichen schrieb Jung: «Der Begriff des Symbols ist in meiner Auffassung streng unterschieden von dem Begriff eines blossen Zeichens. [Das Symbol …] setzt immer voraus, dass der gewählte Ausdruck die bestmögliche Bezeichnung oder Formel für einen relativ unbekannten, jedoch als vorhanden erkannten oder geforderten Tatbestand sei.» Er versteht Symbol als «Ausdruck einer sonstwie nicht besser zu kennzeichnenden Sache», damit weist es über sich selbst hinaus. Und: «Das Symbol ist nur lebendig, solange es bedeutungsschwanger ist». Hingegen: «ein Ausdruck, der für eine bekannte Sache gesetzt wird, bleibt immer ein bloßes Zeichen und ist niemals Symbol». Ein Zeichen ist «semiotisch» und verweist auf einen klar abgegrenzten Sachverhalt. Aus Jungs Sicht sind z. B. ein Verkehrszeichen oder eine männliche oder weibliche Gestalt auf Toilettentüren semiotisch, d. h. Zeichen – ein Kreuz beispielsweise (wenn es nicht eine Kreuzung bezeichnet) oder ein Dreieck mit einem Auge darin sind hingegen in der Regel Symbole.
Zur Entstehung eines Symbols braucht es das Unbewusste und das Bewusstsein. Somit verknüpfen sich in Symbolen beide miteinander. «Symbole bringen Getrenntes zusammen, worauf auch der griechische Wortstamm ‹symballein›, das heißt ‹zusammenwerfen› verweist. Lebendige Symbole sind also Kontakt- und Übergangsbereiche, Brücken zwischen Bewusstsein und Unbewusstem.»

#### Rolle der Psychotherapie
Jung selbst sieht den Psychotherapeuten als einen Begleiter des Patienten, der sich frei machen sollte von allen theoretischen Erkenntnissen, die er erlernt hat, und der sich möglichst vorurteilsfrei auf das einlassen sollte, was der Patient an Bildern, Eindrücken etc. aus seinem Unbewussten mitbringt oder im Verlaufe der Therapie entwickelt. Beim Abstieg des Patienten in seine eigenen seelischen Tiefen sah sich Jung als Begleiter, der allenfalls mehr Erfahrung hat und dadurch zum Gelingen des jeweils einzigartigen und individuellen Weges der betreffenden Persönlichkeit zur Individuation beitragen kann. (Jungs Therapie)

#### Psychologische Typen
Als extravertiert bezeichnete Jung einen Menschen, dessen Verhalten auf die äussere, objektive Welt ausgerichtet und von ihr geleitet wird. Introvertierte Menschen sind dagegen auf ihre innere, subjektive Welt ausgerichtet und verhalten sich deren Anforderungen entsprechend. Da diese Differenzierung nicht ausreichte, entwickelte er ein Modell, bestehend aus vier Funktionen – Denken, Fühlen, Intuition und Empfinden – das, kombiniert mit dem Attribut introvertiert oder extravertiert, acht Möglichkeiten ergibt, aus denen sich je nach Paarung acht Typen zusammensetzen lassen. In seinem Werk Psychologische Typen von 1921 schrieb er darüber.
- extravertiertes Denken orientiert sich stark an objektiven und äusseren Gegebenheiten und ist oft, aber nicht immer an konkrete und reale Tatsachen gebunden. Personen mit diesem Typus haben ein hohes Rechtsbewusstsein und fordern gleiches von anderen. Dabei gehen sie teilweise kompromisslos vor, nach dem Motto «Der Zweck heiligt die Mittel»; eine konservative Neigung ist gegeben. Aufgrund der untergeordneten Gefühlsfunktion wirken sie oftmals gefühlsarm und unpersönlich.
- extravertiertes Fühlen ist altruistisch, erfüllt wie keine andere Funktion die Konventionen und verfügt über eher traditionelle Wertmassstäbe. Bei zu viel Objekteinfluss wirkt dieser Typ kalt, unglaubwürdig und zweckorientiert und kann in seinem Standpunkt alternieren und daher anderen unglaubwürdig vorkommen. Dieser Typus ist nach Jung am anfälligsten für Hysterie.
- extravertiertes Empfinden ist eine vitale Funktion mit dem stärksten Lebenstrieb. Ein solcher Mensch ist realistisch und oft auch genussorientiert. Bei zu starkem Objekteinfluss kommt seine skrupellose und teilweise naiv-lächerliche Moral zum Vorschein. In Neurosen entwickelt er Phobien aller Art mit Zwangssymptomen und ist nicht fähig, die Seele des Objektes zu erkennen.
- extravertierte Intuition strebt nach Entdeckung von Möglichkeiten und opfert sich u. U. dafür auf; werden keine weiteren Entwicklungen gewittert, kann die Möglichkeit genauso schnell wieder fallengelassen werden. Dabei nimmt dieser Typ häufig nur geringe Rücksicht auf die Umgebung. Er lässt sich leicht ablenken, bleibt nicht lange genug bei einer Sache und kann deshalb zuweilen die Früchte seiner Arbeit nicht ernten.
- introvertiertes Denken schafft Theorie um der Theorie willen und ist wenig praktisch veranlagt. Es ist eher um Entwicklung der subjektiven Ideen als um Tatsachen bemüht. Andere Menschen werden oft als überflüssig oder störend empfunden, weswegen diese Typen als rücksichtslos oder kalt erscheinen. Dadurch besteht die Gefahr, dass sie sich isolieren.
- introvertiertes Fühlen ist schwer zugänglich und oft hinter einer banalen oder kindlichen Maske versteckt. Diese Menschen sind harmonisch unauffällig und zeigen wenig Emotionen, auch wenn diese erlebt werden; Emotionen sind bei ihnen nicht extensiv, sondern intensiv. In einer Neurose kommt ihre heimtückische, grausame Seite zum Vorschein.
- introvertiertes Empfinden führt zu charakterbedingten Ausdruckserschwerungen. Die Personen sind oft ruhig und passiv. Ihre künstlerische Ausdrucksfähigkeit ist dafür stark ausgeprägt. Sie bewegen sich in einer mythologischen Welt und haben eine etwas phantastische und leichtgläubige Einstellung.
- introvertierte Intuition kommt bei Menschen vor, die sich für die Hintergrundvorgänge des Bewusstseins interessieren. Nicht selten sind sie mystische Träumer oder Seher einerseits, Phantasten und Künstler andererseits. Sie versuchen ihre Visionen in ihr eigenes Leben zu integrieren. Im Falle einer Neurose neigen sie zur Zwangsneurose mit hypochondrischem Erscheinungsbild.

Jung ordnete alle denkenden und fühlenden Funktionen als rational und alle empfindsamen und intuitiven Funktionen als irrational ein. Anwendung finden die psychologischen Typen Jungs in abgewandelter Form mit dem Myers-Briggs-Typindikator sowie der Sozionik. In der modernen Psychologie und Forschung spielen Jungs psychologische Typen jedoch keine Rolle mehr; sie werden als veraltet angesehen. Lediglich die Begriffe introvertiert und extravertiert werden heute noch als Fachbegriffe und in der Alltagssprache genutzt.

#### Synchronizität
Als Synchronizität (von griechisch synchron, gleichzeitig) bezeichnete Carl Gustav Jung relativ zeitnah aufeinander folgende Ereignisse, die nicht über eine Kausalbeziehung verknüpft sind, vom Beobachter jedoch als sinnhaft verbunden erlebt werden.

### Astrologie, Alchemie, Psyche und Materie

#### Verbindung von Psychologie und Astrologie
Über Jahrzehnte beschäftigte sich C. G. Jung nach eigener Aussage mit Astrologie. 1911 hiess es in einem Brief an Sigmund Freud:

«Meine Abende sind sehr in Anspruch genommen durch die Astrologie. Ich mache Horoskopberechnungen, um dem psychologischen Wahrheitsgehalt auf die Spur zu kommen. Bis jetzt einige bemerkenswerte Dinge, die Ihnen gewiß unglaublich erscheinen werden. Bei einer Dame ergab sich durch die Berechnungen der Gestirnstellungen ein ganz bestimmtes Charakterbild mit einigen detaillierten Schicksalen, das aber nicht ihr zugehörte, sondern ihrer Mutter; dort aber saß die Charakteristik aber wie angegossen. Die Dame leidet an einem außerordentlichen Mutterkomplex. Ich muß sagen, daß in der Astrologie eines Tages sehr wohl ein gutes Stück Wissens von Ahnungs wegen, das an den Himmel geraten ist, entdeckt werden könnte […].»

Dem indischen Astrologen Raman schrieb Jung Ende 1947, er interessiere sich «seit über 30 Jahren» für «astrologische Probleme» und ziehe bei schwierigen psychologischen Diagnosen oft das Horoskop des Patienten «zur Erhellung» zu Rate, «um neue Gesichtspunkte zu gewinnen». In vielen Fällen enthielten die «astrologischen Angaben eine Erklärung für bestimmte Tatsachen, die ich sonst nicht verstanden hätte.»
In astrologischen Kreisen wurde z. B. Jungs Arbeit Synchronizität als ein Prinzip akausaler Zusammenhänge (1952) bekannt – veröffentlicht in dem Buch Naturerklärung und Psyche, das er zusammen mit dem Physik-Nobelpreisträger Wolfgang Pauli verfasst hatte. In einer «astrologischen Statistik» untersuchte er darin u. a. eine grosse Reihe von Geburtshoroskopen Verheirateter und Unverheirateter auf eine «Ehe»-Konstellation hin: Bezüglich Sonne und Mond im Vergleich zu sonstigen Aspekten zwischen Sonne und Mond, Mars und Venus, Aszendent und Deszendent meinte er in seiner ersten Erhebung tatsächlich einen höheren proportionalen Anteil der «Sonne-Mond-Verbindung» bei Verheirateten gegenüber den Vergleichs-Horoskopen von Unverheirateten zu finden. Spätere, von ihm wiederum selbst durchgeführte «Kontrolluntersuchungen» bestätigten aus seiner Sicht diesen Zusammenhang nicht. Er vermutete daraufhin, dass in einem «synchronistischen Kontext» die «statistischen Ergebnisse» abhängig seien von der jeweiligen (unterschwelligen) Erwartungshaltung des Forschers. Fortan lehnte er wissenschaftliche Beweisversuche zugunsten der Astrologie ab und bescheinigte statistischen Methoden insgesamt einen grundsätzlich «ruinösen Einfluss» auf «Zufälle» und «Synchronizitätsvorgänge».

#### Verständnis der Alchemie
Jung verstand die abendländische Alchemie als Darstellungen von Alchemisten, die ihr eigenes projiziertes Unbewusstes im Stoff erlebten. Die Alchemisten orientierten sich demnach an ihren Träumen und Visionen, um an das Geheimnis des Stoffes heranzukommen, doch kannten sie noch keinen Weg dorthin. Damit befanden sie sich in einer parallelen Situation zu modernen Menschen, die das Unbekannte der unbewussten Psyche erforschen möchten. Die Alchemisten fassten die anorganische Materie als ein lebendiges Unbekanntes auf, zu deren Erforschung man mit ihr eine Beziehung herstellen musste. Dazu dienten ihnen Träume, Meditationsübungen und die Phantasieform der «phantasia vera et non phantastica», die weitgehend dem, was Jung als aktive Imagination entwickelt hatte, entsprach.
Religionsgeschichtlich fasste Jung das Werk der Alchemie als Versuch zur Weiterentwicklung des Christentums auf. Sie bilde «so etwas wie eine Unterströmung zu dem die Oberfläche beherrschenden Christentum. Sie verhält sich wie der Traum zum Bewußtsein, und wie dieser die Konflikte des Bewußtseins kompensiert, so bestrebt sich jene, die Lücken, welch die Gegensatzspannung des Christentums offen gelassen hat, auszufüllen»
Ein wichtiges Motiv der Alchemie ist für Jung das der «Königserneuerung». Sie schildert die «Wandlung des Königs aus einem unvollkommenen Zustand zu einem heilen, vollkommenen, ganzen und inkorruptiblen Wesen.» Psychologisch sei der König Symbol für das Bewusstsein sowie für die geistige und religiöse dominierende Vorstellung einer Kultur. Bei den Alchemisten war das die mittelalterlich-christliche Weltanschauung. Diese sei für sie ungenügend geworden, weil ihr der dunkle, chthonische Naturaspekt und «die Beziehung zu der Gottebenbildlichkeit der Schöpfung, das Naturgefühl der Antike» fehlte. Die Vereinigung (im Terminus der alchemisten: coniunctio) von Rex (Sol=Sonne) und Regina (Luna=Mond) bedeute die Vereinigung des Tagesprinzips, Symbol für das lichtvolle Bewusstsein mit dem nächtlichen Licht, Symbol für das Unbewusste. Auf individueller Ebene führe dies zunächst zu einer Art Auflösung des Ichbewusstseins und damit zu Desorientierung (lat. = «nigredo»), dann aber zu einer neuen Geburt, d. h. einem erneuerten Bewusstsein. «Das erneuerte Bewußtsein enthält nicht das Unbewußte, sondern bildet mit diesem eine Ganzheit, die durch den Sohn symbolisiert wird.» Der Sohn verkörpert eine neue Bewusstseinseinstellung, die sowohl dem Bewusstsein als auch dem Unbewussten gerecht wird, und entspricht einer künftigen Gottesvorstellung. Bei den Alchemisten ist diese das «wohlbehütete, kostbare Geheimnis des Einzelnen».
Der «Geist des Stoffes», die alchemistische Gestalt des «Mercurius», von den Alchemisten als eine Art von irdischem Gott bezeichnet, verstand Jung als verborgenen gottmenschlichen Schöpfergeist, der für viele Menschen heutzutage in den Tiefen der eigenen Seele zu finden sei. Mercurius «verkörpert all das, was dem christlichen Gottesbild fehlt, d. h. auch die Bereiche der Materie und des Körpers» und sei ein die Gegensätze einigendes Symbol, das «das neue Licht bringen [kann], wenn das (christliche) Licht erloschen ist».

#### Psyche und Materie
Jung sah sowohl Geist als auch Materie als archetypisch und letztlich bewusstseins-transzendent an. In seiner Sicht sind beide durch ihre Spuren, die sie in der Psyche des Menschen hinterlassen, beschreibbar, denn für ihn war nur das psychische Erlebnis das einzig unmittelbar Gegebene für den Menschen. Doch hielt er es auch für möglich, dass die Materie selbst beseelt sein könne. Er bezeichnete die Psyche u. a. als Qualitätsaspekt der Materie: «Die Psyche ist nicht etwas vom Lebewesen Verschiedenes. Sie ist der psychische Aspekt des Lebewesens. Sie ist sogar der psychische Aspekt der Materie». «Wir entdecken, daß die Materie noch einen anderen Aspekt hat, nämlich einen psychischen. Das ist eben die Welt von innen betrachtet.» Es ist, als ob man bei der Innenansicht einen anderen Aspekt der Materie erblicke. Seine Überlegungen zu dem Thema stellte er v. a. in seinen Werken Theoretische Überlegungen zum Wesen des Psychischen (1946), Synchronizität als ein Prinzip akausaler Zusammenhänge (1952) und Mysterium Coniunctionis (1956) dar.

### Spiritualität
Durch seine Arbeit mit Patienten und durch Eigenerfahrung gelangte Jung zur Überzeugung, dass das Leben einen spirituellen Sinn haben muss, welcher über den materiellen Bereich hinausweist. Jung betrachtete Religion als eine ursprüngliche, archetypische Manifestation des kollektiven Unbewussten. Er war der Meinung, dass die Entwicklung der eigenen Persönlichkeit, die Individuation, durch Religion erleichtert wird. Die Individuation sei ein Weg zu sich selbst und eben darin ein Weg zum Göttlichen im Menschen, zu Gott. Jung erkannte, dass viele gerade auch moderne Menschen spirituell wenig Halt haben und von daher Sinnorientierung in ihrem Leben brauchen. Dazu können spirituelle Erfahrungen Wesentliches beitragen, indem sie sich sinngebend auf die Psyche auswirken. Daher befasste sich Jung eingehend mit religiösen Erfahrungen, so etwa mit der Gestalt des alttestamentlichen Hiob (Ijob) oder mit dem Leben des Schweizer Einsiedlers Niklaus von Flüe.
Aufgrund seiner therapeutischen Erfahrungen nahm Jung im Gegensatz zu Freud eine transzendente, spirituelle Dimension im Menschen an. Das führte ihn zur Überzeugung, dass spirituelle Erfahrungen für unser seelisches Wohlbefinden wesentlich seien. Die Vorstellung Jungs über Religion als praktische Hilfe zur Individuation fand und findet vielfache Zustimmung. Sie wurde in einschlägige Abhandlungen über Religionspsychologie aufgenommen, wurde aber auch immer wieder von verschiedener Seite (etwa von Martin Buber oder von der dialektischen Theologie) kritisch hinterfragt (siehe Abschnitt Kritik).

## Nachwirkungen
C. G. Jungs Gesammelte Werke wurden in zahlreiche andere Sprachen übersetzt. Weltweit entstanden im Verlauf der letzten 100 Jahre Analytikervereinigungen und Ausbildungszentren für Analytiker der Jung’schen Schule.

### Psychologie
C. G. Jungs Werk hat in der Weiterentwicklung der tiefenpsychologischen Strömungen eine vergleichsweise geringe Rolle gespielt. Während beispielsweise eine Folgeströmung wie die Neopsychoanalyse in vieler Hinsicht an Konzepte der klassischen Psychoanalyse Sigmund Freuds und der Individualpsychologie Alfred Adlers angeknüpft hat, wurde von ihren Vertretern die analytische Psychologie Jungs kaum wahrgenommen.
Der Jungianer Anthony Stevens nennt die Unterscheidung zwischen introvertierten und extravertierten Einstellungstypen denjenigen Aspekt der Jungschen Typologie, der die breiteste Akzeptanz gefunden habe. Versuche, Jungs vier Funktionstypen auf eine empirische Basis zu stellen, waren jedoch weniger erfolgreich.
Aber so gering Jungs Einfluss in vielen Feldern der Tiefenpsychologie auch sein mag, umso grösser ist seine Wirkung in Randbereichen und umstrittenen Strömungen innerhalb der akademischen Psychologie und erst recht ausserhalb ihrer. C. G. Jung wird beispielsweise im Sammelband Klassiker der Religionswissenschaft durch Christoph Morgenthaler mit einem eigenen Beitrag gewürdigt. Sein Entwurf wird bis heute als ein wichtiger Beitrag innerhalb der Religionspsychologie angesehen, wie in Susanne Heines Grundlagen der Religionspsychologie.
Ebenfalls zu erwähnen ist Jungs Bedeutung für die Entwicklung der Transpersonalen Psychologie, die sich speziell den spirituellen Erfahrungen des Menschen widmet. Jürgen Kriz versteht Jungs analytische Psychologie in seinem Aufsatz Transpersonale Psychologie für das Handwörterbuch Psychologie als klassischen Ansatz der Transpersonalen Psychologie.
Bekannte Schüler C. G. Jungs, die eine starke Folgewirkung gehabt haben, gibt es kaum (siehe analytische Psychologie). Einige bekanntere Psychotherapeuten haben jedoch eine eigenständige Neuformung der Analytischen Psychologie vorgenommen. Zu ihnen zählen:
Karlfried Graf Dürckheim: Mit seiner initiatischen Therapie erweiterte er Jungs analytische Psychologie um Aspekte der Gestaltpsychologie und Körperpsychotherapie. Dürckheim gilt neben C. G. Jung ebenfalls als Klassiker der Transpersonalen Psychologie.
Paul Watzlawick: Einer der bekanntesten Vertreter der systemischen Psychologie. Watzlawick wurde am C. G.-Jung-Institut in Zürich als Psychotherapeut ausgebildet.
Die Tanztherapie als aktive Phantasie, entstanden 1916 durch C. G. Jung und Toni Wolff, wurde erfolgreich von Tina Keller Jenny und anderen Analytikern wie Trudi Schoop und Marian Chace praktiziert und weiterentwickelt.
Jung bewegte sich, so Christian Roesler 2010, zeitlebens im Spannungsfeld zwischen «normaler Wissenschaft» und «Tiefenpsychologie». Seine Psychologie stelle «den ernsthaftesten Versuch des 20. Jahrhunderts dar, einen wissenschaftlichen Ansatz zu entwickeln, in welchem die Seele nicht eliminiert, sondern ihr Mysterium gewürdigt wird.»

### Literarische und mediale Rezeption
Der in seinem schweizerischen Exil lebende Autor und Nobelpreisträger Hermann Hesse war mit C. G. Jung befreundet und wurde von ihm behandelt. Er verarbeitete etwa in Demian die Archetypen und den Individuationsprozess literarisch.
Der deutsche Autor Patrick Roth bezeichnet die Psychologie C. G. Jungs, seine Auffassung des Unbewussten und dessen Methode der Deutung psychischer Inhalte als zentrale Inspirationsquelle. In den Frankfurter Poetik-Vorlesungen Ins Tal der Schatten (2001) erläutert Roth die Technik der Aktiven Imagination und ihren Wert für seinen eigenen schöpferischen Prozess. In den Heidelberger Poetik-Vorlesungen Zur Stadt am Meer (2004) vergleicht er seine schriftstellerische Arbeit mit dem Opus des Alchemisten und schliesst damit an Jung an, der das Grundschema der Individuation als Analogie zum alchemistischen Wandlungsprozess begreift.
Im November 2011 kam der Film des kanadischen Regisseurs David Cronenberg Eine dunkle Begierde (A Dangerous Method) heraus, der die Konflikte zwischen Freud und Jung thematisiert und von Jungs – angeblich auch sexueller – Beziehung zu seiner Patientin Sabina Spielrein handelt.
Das Fräulein Dr. Mathilde von Zahnd, eine Hauptfigur in Friedrich Dürrenmatts Drama Die Physiker, wird in den Regieanweisungen vor dem ersten Akt als von Jung beeinflusst beschrieben. («… ihr Briefwechsel mit C. G. Jung ist soeben erschienen.»)

### Einfluss auf die Astrologie
Jung hat die so genannte «psychologische Astrologie» erheblich beeinflusst. Jungs Begriffe und ihre inhaltlichen Beschreibungen wie «Animus/Anima», der «Schatten», die «Persona», die «Individuation», die «Archetypen-Lehre» und das Modell der «Synchronizität» werden in der Astrologie z. B. zur Erstellung von Geburtshoroskopen verwendet. Der deutsche Religionswissenschaftler Kocku von Stuckrad schreibt dazu 2003:

«Jung war es, der eine Verbindung zwischen Religion, Psychologie, Philosophie und Astrologie herstellte, deren Einfluss bis heute spürbar ist. Mehr noch: C. G. Jung ist auch über vierzig Jahre nach seinem Tod noch unhinterfragte Autorität für westliche Astrologen … Die Bedeutung Jungs für die Astrologie des zwanzigsten Jahrhunderts kann kaum überschätzt werden. Nach 1945 entwickelte sich die psychologische Astrologie zur führenden Kraft … Die Sprache Jungs wurde zum 'Esperanto' der Astrologie […].»

Vertreter einer jungianisch geprägten Astrologie sind z. B. die Psychoanalytikerin und Astrologin Liz Greene, der Komponist, Maler und Astrologe Dane Rudhyar, der Astrologe Bruno Huber sowie der Psychologe, Therapeut und Astrologe Peter Orban.

### Religiöse Aspekte
Jungs Sicht der Religion wurde in einer unüberschaubaren Fülle von Publikationen dargestellt und in unterschiedliche Richtungen weiterentwickelt. Er wurde für die Kritik, aber auch die Erneuerung des Christentums und der christlichen Spiritualität in Anspruch genommen, er beeinflusste den interreligiösen Dialog, die Religionsphänomenologie und besonders die Religionspsychologie. Allerdings wurde Jung auch häufig wegen eines pantheistischen oder psychologistischen Standpunktes kritisiert. Christoph Morgenthaler resümierte, es sei Jung zumindest gelungen, «den Sinn für die Bedeutung des Religiösen für die Menschwerdung des Menschen in wissenschaftlicher Arbeit und öffentlichem Gespräch wachzuhalten.»

## Kritik
Kritisiert wurden die Ansichten C. G. Jungs von Sigmund Freud und seiner Schule der Psychoanalyse. Die Kritik richtet sich vor allem gegen das Konzept des Unbewussten, das in der Analytischen Psychologie von C. G. Jung sehr weitgefasst ist. So bezweifeln die meisten Psychoanalytiker, dass bestimmte Anbahnungen von Vorstellungen im Sinne der Archetypenlehre vorgefunden werden können. Die Psychoanalyse sieht die Inhalte des Unbewussten vor allem durch die persönliche Entwicklung des Einzelnen determiniert und beschränkt Prägungen damit auf die Erfahrungen in der Lebensspanne des Individuums; sie bezweifelt, dass es so etwas gebe wie eine Vererbung von psychischem Material. Obwohl sich die Konzepte beider Schulen der Tiefenpsychologie in mancher Hinsicht gleichen, haben spezielle Annahmen und abweichende Positionen zu vielen Fragen in der Vergangenheit und Gegenwart zu Zerwürfnissen geführt. Die Jung-Biographin Deirdre Bair kommentiert die Geschichte der Meinungen zum Konflikt von Freud und Jung ironisch: «Die Artikel über den Bruch zwischen ihnen vermehren sich geradezu exponentiell, da die Parteigänger des einen Mannes und seiner Theorien immer wieder versuchen, dem jeweils anderen die Schuld daran zuzuschreiben.»
Martin Buber sah, dass C. G. Jung die Religion zum Gegenstand umfassender Betrachtungen gemacht hatte, allerdings unter Einbeziehung vieler Phänomene, die Buber nur als pseudoreligiös bezeichnen wollte. Buber kritisierte an Jung, bei seiner Behandlung des Religiösen die Grenze der Psychologie überschritten zu haben und trotz Beteuerungen, jegliche Aussage über das Transzendente vermeiden zu wollen, solche Aussagen indirekt doch getan zu haben, mit seiner Beschränkung von Gott auf einen «autonomen, psychischen Inhalt». Jungs Meinung, Gott existiere nicht losgelöst vom menschlichen Subjekt, sei eine Aussage über das Transzendente, über das, was es nicht sei, und damit über das, was es sei. Auch habe in Jungs Fall die Psychologie als Wissenschaft sich nicht mehr mit der Rolle einer Interpretin der Religion begnügt, sondern mit der Religion der reinen psychischen Immanenz eine neue verkündigt. Buber zog für seine Kritik eine sehr früh gedruckte, aber nicht in den Handel gekommene Schrift heran, in der er bei Jung ein Bekenntnis zu einem gnostischen Gott (die altiranische Gottheit Zurvan) zu erkennen glaubte, in dem Gut und Böse miteinander verbunden sind und einander die Waage halten. Eine paulinische Überwindung des Gesetzes falle nach Jung nur dem zu, der es verstehe, an die Stelle des Gewissens die Seele zu setzen – nach einer in ihr erfolgten «hochzeitlichen Vereinigung der Gegensatzhälften», insbesondere der Gegensätze Gut und Böse. Das so entstandene Selbst werde von Jung als eine neue «Inkarnation» auf den Thron erhoben; seiner Rede von der «Identität Gottes mit dem Menschen» stellte Buber bewusst Nietzsches Wort, «Tot sind alle Götter, nun wollen wir, dass der Übermensch lebe!», gegenüber. Buber ordnete C. G. Jung einer Strömung zu, die unter Wiederaufnahme des karpokratianischen Motivs eine Psychotherapie lehre, die Instinkte mystisch vergotte, statt sie im Glauben zu heiligen.
Ambivalent stand Erich Fromm Jung gegenüber: Einerseits bezeichnete er ihn als «nekrophilen Charakter», der eher von der Vergangenheit und nur selten von der Gegenwart und Zukunft fasziniert gewesen sei. In seiner anfänglichen Sympathie für Hitler und in seinen Rassentheorien komme diese Hinneigung zu Menschen, die das Tote lieben, zum Ausdruck. Jung sei andererseits ein ungewöhnlich schöpferischer Mensch gewesen, «und Kreativität ist das Gegenteil von Nekrophilie. Er löste den Konflikt in sich selbst dadurch, dass er seine destruktiven Kräfte in sich durch seinen Wunsch und seine Fähigkeit zu heilen ausglich und dass er sein Interesse für die Vergangenheit, für Tote und für Zerstörung zum Gegenstand brillanter Spekulationen machte.»
Kritik an der Analytischen Psychologie von C. G. Jung findet sich vor allem aus den Reihen anderer psychologischer Paradigmen und der Kritischen Theorie der Gesellschaft. In der Psychologie wird vor allem kritisiert, dass die Theorien und Modelle der Jung’schen Tiefenpsychologie «unwissenschaftlich» seien, weil sie nicht durch kontrollierte Erfahrung belegt bzw. widerlegbar seien. Die Kritische Theorie der Gesellschaft lehnt die Theorie des kollektiven Unbewussten als affirmative Ideologie gesellschaftlicher Herrschaft und Rückfall der Aufklärung in den Mythos ab. Jung betonte bereits 1931, dass er sich mit seinen Auffassungen zugleich zu «einiger Kritik an unserer gegenwärtigen Philosophie» (dem «Zeitgeist») veranlasst sehe. Mit diesem Zeitgeist sei nicht zu spassen. Er besitze die unangenehme Eigenschaft, «als absoluter Wertmaßstab aller Wahrheit gelten zu wollen», und erhebe den Anspruch, «alle Vernünftigkeit auf seiner Seite zu haben». Das Verhältnis zwischen Philosophie und Psychologie sei komplex, denn «immer liefert die eine die unausgesprochene und meistens auch unbewusste Voraussetzungen der anderen.»
Der Ideologiekritiker Heinz Gess stellt in seinem Buch Vom Faschismus zum neuen Denken. C. G. Jungs Theorie im Wandel der Zeit dar, die Struktur seiner Lehre habe Jung 1933 dazu gebracht, vorbehaltlos in die faschistische Führerpropaganda einzustimmen und diese in den 1930er Jahren fortzusetzen. Gess sieht in Jung einen deutsch-völkischen Ideologen, der als solcher anfangs vom Nazifaschismus fasziniert gewesen sei. Antisemitisch klingende Stellungnahmen vor und nach 1933 wertet Gess als Belege, dass Jung auch Antisemit gewesen sei.
Die Kritik an Jungs Liaison mit Nationalsozialisten bezieht sich auch auf seine Freundschaft zum Indologen Jakob Wilhelm Hauer, mit dem Jung das Interesse für Yoga teilte. Als Hauer 1933 die Deutsche Glaubensbewegung gründete, hatten er und Jung aber schon nicht mehr viel Kontakt. Hauer setzte in seinem Buch Deutscher Glaube sowohl dem Christentum als auch dem Judentum «wegen ihrer gemeinsamen vorderasiatisch-semitischen Herkunft als Fremdreligion einen unerbittlichen Kampf bis zum Sieg und ihnen als artgemäße Alternative einen aus dem schaffenden Grund des westindogermanischen Blutes entstandenen Glauben» entgegen. 1934 wurde Hauer von den Eranos-Tagungen im Tessin ausgeschlossen, und Jung brach den Kontakt zu ihm ab. Ende der 1930er Jahre verglich Jung diese deutsche Glaubensbewegung in einem Gespräch mit dem Bischof von Southwark, Richard Godfrey Parsons, mit dem Islam:

«Wir wissen nicht, ob Hitler nicht gerade einen ‹neuen Islam› begründet. Er ist schon dabei, er ähnelt Mohammed. Die deutsche Gefühlswelt ist islamisch. Sie sind alle wie besoffen von einem tobenden Gott. Das könnte unsere künftige Geschichte sein.»

Weitere, wesentliche Kritikpunkte an C. G. Jungs Grundsätzen sind vor allem bei den Freudianern der postmodernen Ära in Großbritannien zu finden. Jung sei zu wenig wissenschaftlich vorgegangen, als er seine Patienten analysierte oder von ihnen verlangte, ein religiöses Erlebnis zu generieren. Sein Wirken könnte als «Kult» zu verstehen sein. Diesen Behauptungen widersprechen eine Reihe von Geschehnissen und Tatsachen in Bezug auf Jungs psychiatrisches Wirken. Insbesondere seine Psychoanalyse von und Freundschaft mit Wolfgang Pauli zwischen 1932 und 1958 waren massgebend diese Gegensätze zu dokumentieren. Im Briefwechsel werden Themen wie die Übertragbarkeit von psychischen Phänomenen auf die Nuklear- und Quantenphysik und vice versa vorgestellt. Die Kritik von Paulis Antithese zu den ungenauen Prinzipien Jungs wird aber soweit relativiert, wie sich Jung weniger auf die formalen Grundsätze der deutschen Romantik verlässt, aber vielmehr auf die grundsätzlich atheistischen Thesen Nietzsches, und wie er dabei auch weitere religionskritische Äusserungen tätigt. Indizien dazu sind auch im Briefwechsel zwischen Pauli und Jung zu erkennen, was sicher nicht die Unwissenschaftlichkeit von Jungs Wirken bestätigt. Auch wird in diesem Briefwechsel klar, dass die beiden Exponenten der Psychiatrie und der Physik zu dieser Zeit eine Synthese zu bilden vermochten, statt ein gegensätzliches Denken zu vertreten.

## Jungs Patienten
Dies ist eine unvollständige Liste von Patienten, deren Behandlungsverlauf von Jung veröffentlicht wurde. Jung selber hatte die richtigen Namen durch die angegebenen Pseudonyme ersetzt.
- Wolfgang Pauli (1900–1958), österreichischer theoretischer Physiker.
- Otto Gross (1877–1920), österreichischer Psychiater, Psychoanalytiker und Anarchist.
- Hermann Hesse (1877–1962), Schriftsteller.
- Sabina Spielrein (1885–1942); später kurzfristig seine Geliebte, dann Kollegin.
- Oscar A. H. Schmitz[251], Schriftsteller, Astrologe.

## C. G. Jung-Institut Zürich

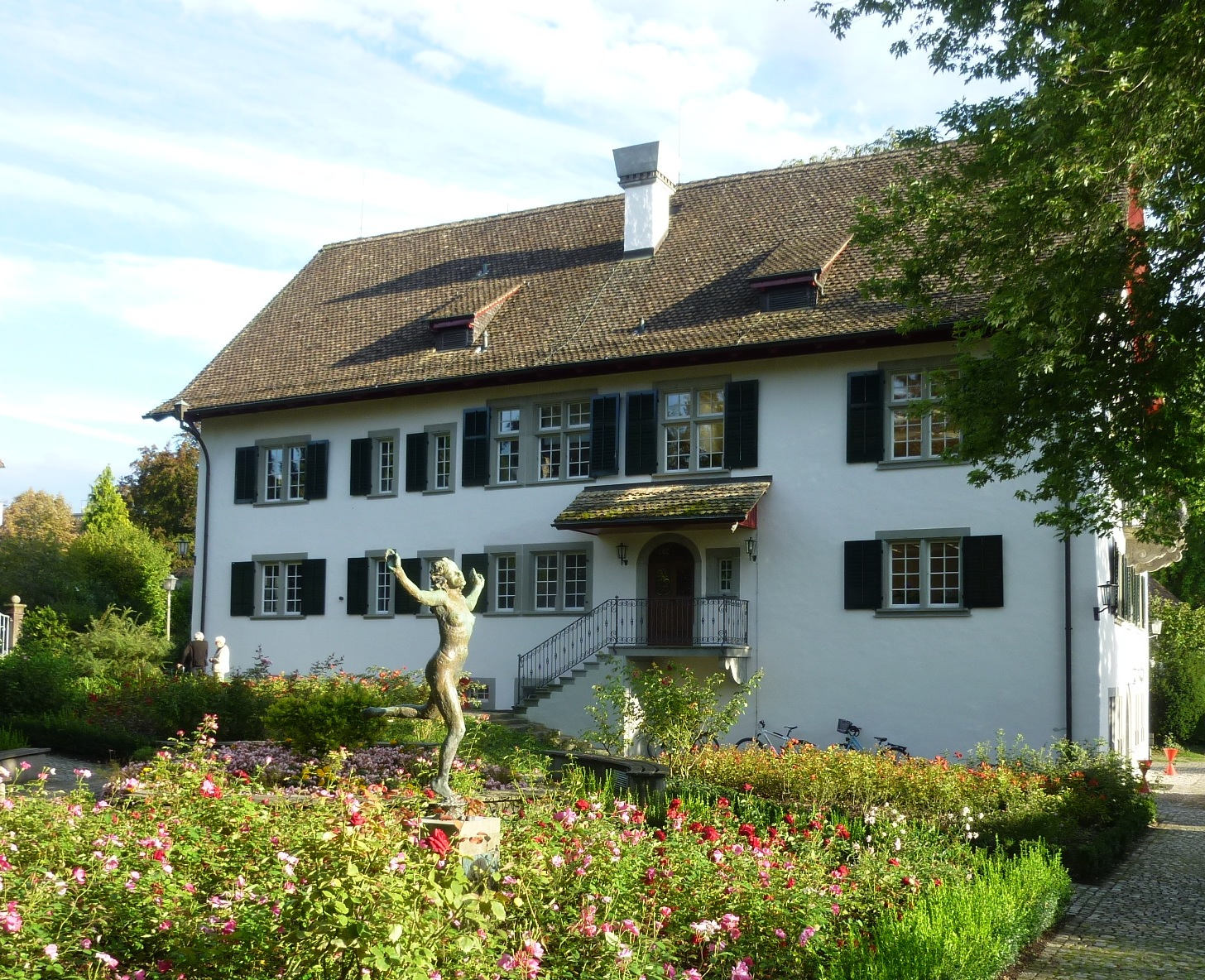
Jung-Institut in Küsnacht

1948 wurde das C. G. Jung-Institut Zürich als Ausbildungs- und Forschungsstätte für Analytische Psychologie und Psychotherapie gegründet. C. G. Jung gab ihm die Rechtsform einer gemeinnützigen Stiftung und begleitete es bis zu seinem Tod.
Die Ausbildung von Jung’schen Analytikern und Psychotherapeuten steht auch heute noch im Vordergrund. Daneben wird die Lehre Jungs weiterentwickelt und mit Erkenntnissen aus der Forschung ergänzt.
1994 trennte sich eine Gruppe von Analytikern vom C. G. Jung-Institut und gründete das Forschungs- und Ausbildungszentrum für Tiefenpsychologie nach C. G. Jung und Marie-Louise von Franz, Zürich; dies mit dem Ziel, «basierend auf den psychologischen Erkenntnissen von C. G. Jung und Marie-Louise von Franz» eine «Stätte zu schaffen, in der die autonome Psyche verbindlich berücksichtigt wird».
In einer weiteren Abspaltung vom C. G. Jung-Institut gründete die Association of Graduate Analytical Psychologists (AGAP) im Herbst 2004 das Internationale Seminar für Analytische Psychologie, Zürich (ISAPZÜRICH).

## In der Popkultur
Der britische Pop-Rock-Musiker Peter Gabriel veröffentlichte 1982 auf seinem vierten Studioalbum das Lied The Rhythm of the Heat. Der Arbeitstitel für den Song lautete Jung in Africa und bezog sich auf die Erfahrungen von Carl Gustav Jung, der in Afrika 1925/26 nach Nordafrika und nach Ostafrika zu den Eingeborenenstämmen am Mount Elgon reiste. Gabriel war ein Leser von Jungs Werken und erfuhr, dass der Psychiater eine Gruppe afrikanischer Trommler und Tänzer besuchte. Während der Zeit, die Jung mit ihnen verbrachte, war er von ihren Darbietungen überwältigt und befürchtete, dass die eindringliche Musik und der Tanz ihn erdrücken würden. Gabriel erfuhr davon aus Jungs Buch The undiscovered self with Symbols and the interpretation of dreams (=Symbole und Traumdeutung).

„Ich liebe die Vorstellung von diesem Mann, der viel von unserer westlichen Denkweise geprägt hat, der in seinem Kopf und in seinen Träumen lebt und plötzlich in diese Sache hineingezogen wird, der er nicht ausweichen kann, wo er die Kontrolle völlig loslassen muss und das Gefühl hat, dass er in gewisser Weise besessen ist, nicht von einem Teufel, sondern von dieser Sache, die größer ist als er, und ich denke, es gibt ein bisschen von diesem Gefühl, dass der Europäer die afrikanische Musik erforscht.“

## Schriften
Die wichtigsten Schriften und Vorträge Jungs wurden ursprünglich einzeln, vorwiegend im Rascher Verlag, publiziert. Dort erschien ab 1958, angelehnt an die englische Ausgabe Collected Works, eine auf 18 Bände angelegte Werkausgabe, die dann vom Walter Verlag fortgeführt wurde. Eine Teilausgabe wurde 1991 bei dtv in elf – auch einzeln erhältlichen – Bänden herausgegeben. Eine erste bibliographische Übersicht mit Inhaltsangaben zu den Bänden der Gesammelten Werke ist auf der Internetseite der DGAP (Deutsche Gesellschaft für Analytische Psychologie) zu finden.

### Werkausgaben
Umfassende Ausgabe:
- Gesammelte Werke. 18 Bände. Rascher, Zürich / Walter, Olten 1958–1981.

Ergänzend dazu:
- Band 19: Bibliographie. Olten 1983, ISBN 3-530-40719-4.
- Band 20: Gesamtregister. Olten 1994, ISBN 3-530-40720-8.
- Briefe 1906–1961. 3 Bände. Olten 1972/73. (Patmos, Düsseldorf 2009, ISBN 978-3-530-40698-6)
- Kinderträume. Zur Methodik der Trauminterpretation. Psychologische Interpretation von Kinderträumen. Olten 1987, ISBN 3-530-40680-5.
- Traumanalyse. Nach Aufzeichnungen der Seminare 1928–1930. Olten 1991, ISBN 3-530-40681-3.
- Das Rote Buch. Patmos, Düsseldorf 2009, ISBN 978-3-491-42132-5.

Teilausgaben:
- Verena Kast, Ingrid Riedel (Hrsg.): Ausgewählte Schriften. Patmos, Ostfildern 2011, ISBN 978-3-8436-0029-3.
- Helmut Barz (Hrsg.): Grundwerk in neun Bänden. Walter, Olten 1984.
- Lorenz Jung (Hrsg.): Taschenbuchausgabe in 11 Bänden. dtv, München 1991, ISBN 3-423-59049-1.
- 100 Briefe. Eine Auswahl. Walter, Olten 1975.
- Sigmund Freud, C. G. Jung: Briefwechsel. S. Fischer, Frankfurt am Main 1974.
  - Gekürzte Ausgabe. Ebd. 1984, ISBN 3-596-26775-7.

Schriften (Auswahl):
- Zur Psychologie und Pathologie sogenannter occulter Phänomene. Leipzig 1902.
- Über Konflikte der kindlichen Seele. Leipzig 1910.
- Psychologische Typen. Zürich 1921.
- Die Beziehungen zwischen dem Ich und dem Unbewußten. Darmstadt 1928.
- Die Psychologie der Übertragung. Olten 1946.
- Ein moderner Mythus: Von Dingen, die am Himmel gesehen werden. Zürich/Stuttgart 1958.

### Einführende Werke
- C. G. Jung: Erinnerungen, Träume, Gedanken. Aufgezeichnet und herausgegeben von Aniela Jaffé. Rascher, Zürich/Stuttgart 1962, posthume Autobiografie (Neuausgabe: Patmos, Düsseldorf 2009, ISBN 978-3-491-42134-9).
- Der Mensch und seine Symbole. Walter, Olten / Freiburg im Breisgau 1968 (Neuausgabe: Patmos, Düsseldorf 2009, ISBN 978-3-491-42135-6).
- C. G. Jung im Gespräch. Reden, Interviews, Begegnungen. Daimon, Zürich 1986, ISBN 3-85630-022-8.

### Zu Leben und Werk
- Deirdre Bair: C. G. Jung. Eine Biographie. Knaus, München 2005, ISBN 3-8135-0242-2 (Taschenbuch: BTB, München 2007, ISBN 978-3-442-73670-6).
- Helmut Barz, Verena Kast, Frank Nager: Heilung und Wandlung. C. G. Jung und die Medizin. Artemis, Zürich/München 1986.
- Micha Brumlik: C. G. Jung zur Einführung. Junius, Hamburg 2004, ISBN 3-88506-397-2.
- Gerhard Danzer: C. G. Jung. In: Wer sind wir? – Auf der Suche nach der Formel des Menschen – Anthropologie für das 21. Jahrhundert. Springer, Heidelberg/Berlin/New York 2011, ISBN 978-3-642-16992-2, S. 215–228.
- Heinrich Karl Fierz: Jung, Carl Gustav. In: Neue Deutsche Biographie (NDB). Band 10, Duncker & Humblot, Berlin 1974, ISBN 3-428-00191-5, S. 676–678 (Digitalisat).
- Marie-Louise von Franz: C. G. Jung. Sein Mythos in unserer Zeit. Huber, Frauenfeld 1972 (aktualisierte Neuauflage. Walter, Düsseldorf 1996, ISBN 3-530-40006-8).
- Josef Goldbrunner: Individuation. Selbstfindung und Selbstentfaltung. Wewel, Krailling vor München 1949 (mit Bibliographie C. G. Jungs; Viktor Emil von Gebsattel: «Die sachlichste und in ihrer übersichtlichen Analyse beste Darstellung des umfänglichen Werks von Carl Gustav Jung.»).
- Barbara Hannah: C. G. Jung. Sein Leben und Werk. Biographische Aufzeichnungen. Bonz, Fellbach-Oeffingen 1982 (Neuauflage 2006, ISBN 3-908116-62-7).
- Jolande Jacobi: Die Psychologie von C. G. Jung. Rascher, Zürich 1940 (22. Auflage, Fischer Taschenbuch, Frankfurt am Main 2008, ISBN 978-3-596-26365-3).
- Laurens van der Post: C. G. Jung, der Mensch und seine Geschichte. Henssel, Berlin 1977 (Diogenes, Zürich 2000, ISBN 3-257-23166-0).
- Josef Rattner: Carl Gustav Jung. In: J. Rattner: Klassiker der Psychoanalyse. 2. Auflage. Beltz, Weinheim 1995, S. 770–799, ISBN 3-621-27276-3 (früherer Titel: Klassiker der Tiefenpsychologie), S. 67–88.
- Wolfgang Roth: C. G. Jung verstehen. Grundlagen der Analytischen Psychologie. Patmos, Düsseldorf 2009, ISBN 978-3-491-42136-3.
- Murray Stein: C. G. Jungs Landkarte der Seele. Eine Einführung. Patmos, Düsseldorf 2009, ISBN 978-3-491-40151-8.
- Paul J. Stern: C. G. Jung – Prophet des Unbewußten. Eine Biographie. Piper, München 1988, ISBN 3-492-10896-2.
- Gerhard Wehr: C. G. Jung. (Rowohlts Monographien, Bd. 152). Rowohlt, Reinbek 1969 (21. Auflage. 2006, ISBN 3-499-50152-X).
- Gerhard Wehr: Carl Gustav Jung. Leben – Werk – Wirkung. Kösel, München 1985 (3., erweiterte Auflage. Telesma, Schwielowsee 2009, ISBN 978-3-941094-01-7).
- Philipp Wolff-Windegg: C. G. Jung und Basel. In: Basler Stadtbuch 1975, S. 237–242.
- Gustav Steiner: Erinnerungen an Carl Gustav Jung. Zur Entstehung der Autobiographie. In: Basler Stadtbuch 1965, S. 117–163.

### Einzeluntersuchungen
- Aldo Carotenuto (Hrsg.): Tagebuch einer heimlichen Symmetrie. Sabina Spielrein zwischen Jung und Freud. Kore, Freiburg im Breisgau 1986 (Psychosozial-Verlag, Gießen 2003, ISBN 3-89806-184-1).
- Christopher, Elphis and Solomon, Hester McFarland. Eds. Jungian Thought in the Modern World. Free Association Books, London 2000, ISBN 1-85343-467-1.
- Carrie B. Dohe: Jung’s Wandering Archetype: Race and Religion in Analytical Psychology. Routledge, London 2016, ISBN 978-1-138-88840-1.
- Henri F. Ellenberger: Die Entdeckung des Unbewußten. Geschichte und Entwicklung der dynamischen Psychiatrie von den Anfängen bis zu Janet, Freud, Adler und Jung. Aus dem Amerikanischen (1970) von Gudrun Theusner-Stampa. 2 Bände. Huber, Bern 1973.
- Tilman Evers: Mythos und Emanzipation. Eine kritische Annäherung an C. G. Jung. Junius, Hamburg 1987, ISBN 3-88506-161-9.
- Heinz Gess: Vom Faschismus zum Neuen Denken. C. G. Jungs Theorie im Wandel der Zeit. Klampen, Lüneburg 1994, ISBN 3-924245-33-9 (Text; deutliche Kritik Jungs und seiner Rezeption u. a. in der New-Age-Philosophie aus gesellschaftskritischer Sicht der Frankfurter Schule/kritischen Theorie; diskutiert Jungs Verhältnis zum Antisemitismus).
- Thomas B. Kirsch: C. G. Jung und seine Nachfolger. Die internationale Entwicklung der Analytischen Psychologie. Psychosozial, Gießen 2007, ISBN 978-3-89806-447-7.
- Regine Lockot: Erinnern und Durcharbeiten. Zur Geschichte der Psychoanalyse und Psychotherapie im Nationalsozialismus. S. Fischer, Frankfurt am Main 1985 (Psychosozial, Gießen 2002, ISBN 3-89806-171-X).
- Josef Rattner, Gerhard Danzer: Carl Gustav Jung oder die Gegenaufklärung in der Tiefenpsychologie. In: Europäische Kulturbeiträge im deutsch-schweizerischen Schrifttum von 1850–2000. Königshausen & Neumann, Würzburg 2003, ISBN 3-8260-2541-5, S. 155–178.
- Hans Trüb: Heilung aus der Begegnung. Eine Auseinandersetzung mit der Psychologie C. G. Jungs. Stuttgart 1951 (im Zusammenhang mit Buber).
- Ralf T. Vogel: C. G. Jung für die Praxis. Zur Integration jungianischer Methoden in psychotherapeutische Behandlungen. Kohlhammer, Stuttgart 2008, ISBN 978-3-17-020116-3.
- Toni Wolff: Studien zu C. G. Jungs Psychologie. Rhein, Zürich 1959 (2. Auflage. Daimon, Zürich 1981, ISBN 3-85630-006-6).

zum Pauli-Jung-Dialog
- H. Atmanspacher, H. Primas, E. Wertenschlag-Birkhäuser (Hrsg.): Der Pauli-Jung-Dialog und seine Bedeutung für die moderne Wissenschaft. Springer, Berlin 1995, ISBN 3-540-58518-4.
- Herbet van Erkelens: Wolfgang Pauli und der Geist der Materie. Studien aus der Existential-Psychologischen Bildungs- und Begegnungsstätte Todtmoos-Rütte. Königshausen & Neumann, Würzburg 2002, ISBN 3-8260-2222-X.
- C. A. Meier (Hrsg.): Wolfgang Pauli und C. G. Jung. Ein Briefwechsel 1932–1958. Springer, Berlin 1992, ISBN 3-540-54663-4.
- Arthur I. Miller: 137. C. G. Jung, Wolfgang Pauli und die Suche nach der kosmischen Zahl. Deutsche Verlagsanstalt, München 2011, ISBN 978-3-421-04290-3.

## Medien
- Elisabeth Márton (Regie): Ich hieß Sabina Spielrein. Dokudrama, 2002. (Film-Website)
- David Cronenberg (Regie): A Dangerous Method. (Eine dunkle Begierde) Spielfilm, Kanada 2011.[263]
- Roberto Faenza (Regie): Prendimi l'anima. Biographisches Drama, 2002[264]
- Rüdiger Sünner (Regie): Nachtmeerfahrten. Dokumentarfilm 2011 DVD, Absolut Medien
- Cécile Loetz, Jakob Müller: C.G. Jung und das Kollektive Unbewußte. In: Rätsel des Unbewußten. Podcast zur Psychoanalyse und Psychotherapie (Folge 43).